# Manchester City Football Club
El Manchester City Football Club,conocido como Manchester City es un club de fútbol de la ciudad de Mánchester, Inglaterra, que juega en la Premier League. Fue fundado el 23 de noviembre de 1880 bajo el nombre de St. Mark's (West Gorton), luego pasó a llamarse Ardwick Association Football Club en 1887 y finalmente, el 16 de abril de 1894, adquirió su denominación actual. El club disputa sus partidos en el Etihad Stadium desde 2003, habiendo jugado en el Maine Road desde 1923. El club adoptó su camiseta de local celeste en 1894 en la primera temporada de la versión actual del club, y se han utilizado desde entonces. En términos de trofeos ganados, es el cuarto club más exitoso en el fútbol inglés.
El Manchester City ingresó a la Football League en 1892 y ganó su primer trofeo oficial con la FA Cup en 1904. No obstante, el club disfrutó de su mayor período de éxito a finales de los años 1960 y principios de los 1970, cuando ganó el campeonato de Liga de First Division, FA Cup, Copa de la Liga y la Recopa de Europa bajo la dirección técnica primero de Joe Mercer y luego de Malcolm Allison. Después de perder la final de la FA Cup de 1981, el club pasó por un período de decadencia, que culminó con el descenso a la tercera división del fútbol inglés en 1998.
Después de recuperar su sitio en la Premier League en 2002, el 1 de septiembre de 2008 Abu Dhabi United Group for Development and Investment, un grupo inversor de los Emiratos Árabes con Mansour bin Zayed Al-Nahyan como máximo accionista, se hizo con el control del club por unos 250 millones de euros, relevando al ex primer ministro de Tailandia, Thaksin Shinawatra, hasta entonces dueño de la entidad. Desde la llegada de los nuevos dueños, el club ha obtenido un total de 17 títulos oficiales, entre los que se destacan ocho Premier League (2012, 2014, 2018, 2019, 2021, 2022, 
2023 y 2024), además de disputar por primera vez una final de la Liga de Campeones de la UEFA en 2021, dónde perdería por 1-0 ante el Chelsea F. C. Disputó su segunda final de la Liga de Campeones de la UEFA, en 2023, donde derrotó por 1-0 al Inter de Milán, consiguiendo de esta forma su primer título en la competición y su segundo título internacional tras 53 años. En 2019, ganó cuatro trofeos, completando una barrida sin precedentes de la mayoría de los trofeos domésticos en Inglaterra y convirtiéndose en el primer equipo masculino inglés en ganar el triplete doméstico. En total, el Manchester City ha ganado diez títulos de liga, siete FA Cup, ocho Copas de la Liga, siete Community Shields, una Recopa de Europa, una Liga de Campeones, una Supercopa de Europa y una Copa Mundial de Clubes.
Junto con Manchester United, Liverpool y Chelsea, son los únicos equipos del Reino Unido que pertenecen al grupo de los 31 clubes en el mundo que han ganado el máximo campeonato de clubes de fútbol a nivel mundial. City lo logró el 22 de diciembre de 2023 cuando se consagró campeón de la Copa Mundial de Clubes 2023 disputada en Arabia Saudita, al derrotar al representante de la Copa Libertadores de América, el Fluminense de Brasil por 4-0 en el Estadio King Abdullah.
Financieramente, el club resulta ser uno de los más ricos del mundo; al finalizar la temporada 2013-2014, resulta ser el sexto club con mayor cantidad de ingresos según la empresa auditoría Deloitte Football Money League, con una estimación de €414,4 millones. Del mismo modo, la revista Forbes lo calificó como el quinto club más valioso del mundo al 2015. Mantiene una rivalidad con su vecino de Mánchester, el Manchester United, con quien juega el llamado Derbi de Mánchester: The Citizens contra The Red Devils. Cuenta con un equipo femenino que también se destaca a nivel local desde el 2016; también es propietario de varios clubes de fútbol alrededor del mundo como el Melbourne City de Australia, el New York City de Estados Unidos, y el Montevideo City Torque de Uruguay. También tiene intereses en el Girona de España y el Yokohama Marinos de Japón, pero en estos casos son participaciones minoritarias o compartidas.

## Historia

### Fundación y Primeros Logros de Manchester City FC (1880-1916)

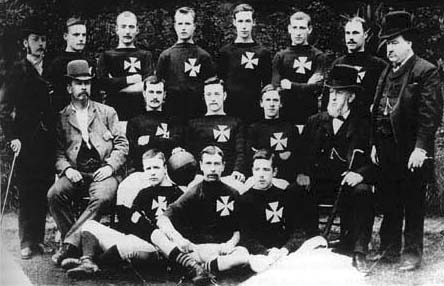
San Marcos (Gorton) en 1884 —el motivo de la cruz de Malta es ahora desconocido—.

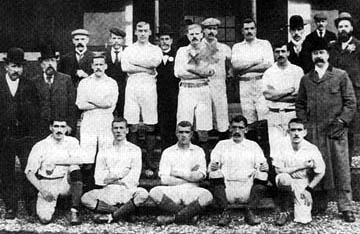
El equipo que ascendió a la primera división en la temporada 1898-99

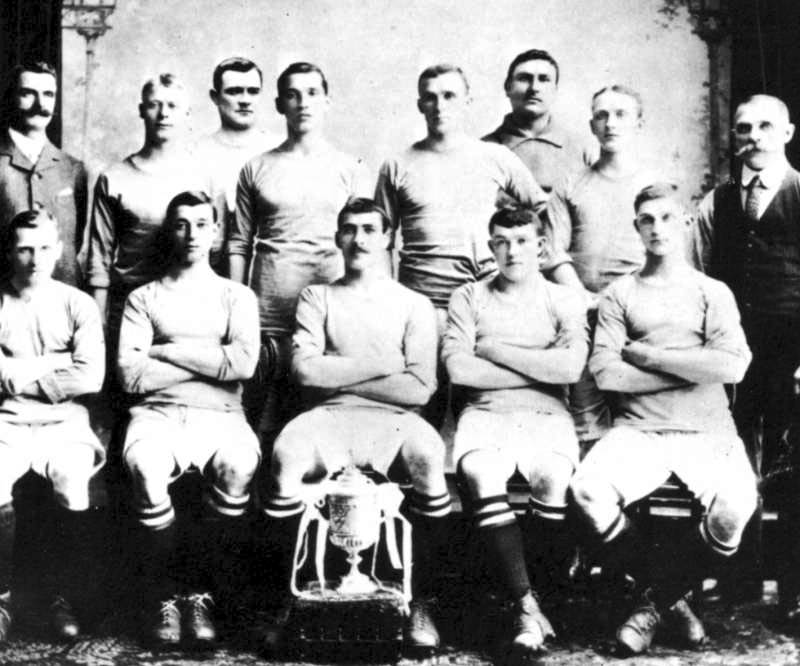
Plantilla del Manchester City que ganó la FA Cup en 1904.

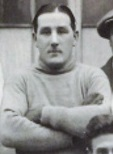
Walter Smith fue un portero clave para el Manchester City, ayudando al equipo a ganar el título de la Second Division en la temporada 1909-10 y manteniendo una presencia constante en el equipo durante más de una década.

La historia del Manchester City FC se remonta a la última parte del siglo XIX, cuando dos miembros de la Iglesia de St. Marks en Gorton, que trabajaban en una fábrica de hierro al este de Mánchester, junto con Anna Connell, hija del rector Arthur Connell, fundaron el equipo con fines principalmente humanitarios. En esa época, Gorton y gran parte de Manchester enfrentaban graves problemas sociales, como el desempleo y la violencia de pandillas. Para combatir estos problemas, Anna y los guardias de la iglesia William Beastow y Thomas Goodbehere buscaron fomentar actividades constructivas para los hombres locales, promoviendo inicialmente un equipo de cricket en 1875.
Sin embargo, como este deporte solo se practicaba en verano, surgió la idea de formar un equipo de fútbol para los meses de invierno. Así, en el invierno de 1880, se creó el equipo St Mark's (West Gorton), cuyo primer partido registrado tuvo lugar el 13 de noviembre de 1880 contra un equipo de la iglesia de Macclesfield. St Mark's perdió 2-1, logrando su primera victoria en marzo de 1881 contra Stalybridge Clarence.
A lo largo de sus primeros años, el equipo sufrió cambios significativos. En 1884, debido a la pérdida de su campo, se fusionó brevemente con Belle Vue, pero la unión solo duró una temporada. Posteriormente, el club se renombró como Gorton Association F.C. y, con ello, comenzó a desligarse gradualmente de sus orígenes religiosos. Durante la temporada 1884-85, el club se unió a la Asociación de Fútbol de Manchester y Distrito y disputó su primer partido de la Copa Senior de Manchester, aunque perdió en la primera ronda.
En 1887, el club se trasladó a un nuevo campo cerca de un viaducto ferroviario en Ardwick y adoptó el nombre de Ardwick Association Football Club. Ese mismo año, el equipo jugó su primer partido en su nueva sede, Hyde Road, aunque su inauguración oficial se vio frustrada porque su rival, el Salford A.F.C., no se presentó. Además, Ardwick empezó a pagar salarios a los jugadores, convirtiéndose en un club profesional.
En 1891, Ardwick ganó notoriedad al conquistar la Copa de Manchester tras derrotar a Newton Heath en la final. Esto contribuyó a que la Football Alliance lo aceptara como miembro para la temporada 1891-92. Luego, en 1892, la Football Alliance se fusionó con la Football League, y Ardwick se convirtió en miembro fundador de la Second Division. Sin embargo, problemas financieros en la temporada 1893-94 obligaron a una reestructuración completa, y el club adoptó el nombre de Manchester City Football Club Limited el 16 de abril de 1894.
Bajo su nuevo nombre, el club experimentó un crecimiento acelerado. En 1895, Manchester City ya atraía multitudes de más de 20.000 personas, con un récord de asistencia de 30.000 en un partido del Viernes Santo de ese año. En 1899, el equipo logró su primer gran éxito al ganar la Second Division, asegurando así su ascenso a la máxima categoría del fútbol inglés, la First Division.
El primer gran título del club llegó el 23 de abril de 1904, cuando venció al Bolton Wanderers 1-0 en la final de la FA Cup, convirtiéndose en el primer equipo de Manchester en ganar un trofeo importante. Sin embargo, la euforia del éxito se vio empañada en 1905 cuando el capitán del Aston Villa, Alec Leake, acusó a Billy Meredith de haberle ofrecido un soborno para perder un partido clave por el título de liga. La Football Association investigó al club y descubrió que había estado realizando pagos ilegales a los jugadores, lo que resultó en la suspensión de 17 jugadores y una multa de 250 libras. Meredith y varios otros jugadores clave fueron vendidos al Manchester United, lo que debilitó significativamente al City y puso fin abrupto a su primer periodo de éxito.
A pesar de estos desafíos, el club logró recuperarse en las siguientes décadas, estableciéndose como una de las instituciones más importantes del fútbol inglés.

### Traslado a Maine Road y Primeros Éxitos en los Años 1930 (1917-1952)
| Récord de la Copa FA, 1932-1938 |                 |
| --- | --------------- |
| \| Año \| Redonda \| \| ---- \| --------------- \| \| 1932 \| Semifinalista \| \| 1933 \| Subcampeones \| \| 1934 \| Campeones \| \| 1935 \| Tercera ronda \| \| 1936 \| Quinta ronda \| \| 1937 \| Cuartofinalista \| \| 1938 \| Cuartofinalista \| |                 |
| Año | Redonda         |
| 1932 | Semifinalista   |
| 1933 | Subcampeones    |
| 1934 | Campeones       |
| 1935 | Tercera ronda   |
| 1936 | Quinta ronda    |
| 1937 | Cuartofinalista |
| 1938 | Cuartofinalista |

Gráfico de posiciones en la Liga.

En 1920, el estadio se convirtió en el primer recinto de fútbol fuera de Londres en ser visitado por un monarca reinante; el rey Jorge V asistió al estadio para ver un partido entre el Manchester City y el Liverpool. En noviembre, un incendio provocado por una colilla de cigarrillo destruyó la tribuna principal y el Manchester City comenzó a buscar un nuevo hogar. Las discusiones iniciales plantearon la posibilidad de compartir Old Trafford con el vecino Manchester United, pero el alquiler propuesto por el United era prohibitivo, por lo que se llevaron a cabo trabajos de reparación y el Manchester City continuó jugando en Hyde Road.
En 1922, se anunciaron los planes para que el club se mudara a un nuevo estadio, Maine Road, en Moss Side. 
El último partido del Manchester City en Hyde Road fue un encuentro de liga contra el Newcastle United el 28 de abril de 1923, y en agosto de 1923 un partido de práctica público fue el último partido de fútbol jugado en Hyde Road. El Manchester City comenzó la temporada 1923-24 en Maine Road, que tenía una capacidad de 80.000 espectadores.
Los planes de mudarse del este de Manchester al sur de Manchester en Moss Side molestaron a algunos, y John Ayrton, un director del Manchester City, se separó del club y fundó el Manchester Central F.C. sintiendo que la ciudad necesitaba un equipo del este de Manchester. Partes de Hyde Road se utilizaron en otros lugares; el techo de la tribuna principal se vendió a Halifax Town y se erigió en The Shay, donde incluso en el siglo XXI, parte del techo de Hyde Road todavía está en su lugar. Una década después de su demolición, todos los rastros del campo de fútbol habían desaparecido de Hyde Road. A partir de 2008, el sitio del campo es una estación de autobuses, donde se realizan ejercicios de entrenamiento para conductores.
El club llegó a la final de la Copa FA de 1926, anotando 31 goles en 5 partidos en camino a la final. Sin embargo, el rendimiento en la final no fue decisivo, ya que el City fue derrotado por el Bolton Wanderers por 1-0. En la liga, la decepción fue aún mayor, ya que, tras una campaña caracterizada por un rendimiento errático, el City descendió en el último día de la temporada.
La temporada 1926/27 siguiente se caracterizó por una reñida batalla por el ascenso, ya que el club buscaba un regreso inmediato a la primera división. La carrera por el ascenso se desplazó hasta el partido final, en el que el Manchester City y el Portsmouth competían por el segundo de los dos puestos de ascenso. El último partido del Manchester City fue una contundente victoria por 8-0 contra el Bradford City. La multitud que observaba el partido creyó que el resultado era suficiente para el ascenso, pero el partido del Portsmouth se había retrasado quince minutos y todavía estaba en curso. Un gol del Portsmouth en el último momento significó que el resultado final de su partido fue una victoria por 5-1, suficiente para darle al Portsmouth el segundo puesto en promedio de goles por un margen de una dos centésima de gol.
El club ganó el campeonato de Segunda División en la temporada siguiente 1927/28, logrando el ascenso a la máxima categoría.
El club consolidó su estatus en la máxima categoría con un octavo puesto. La temporada también vio a Tommy Johnson establecer un récord del club al anotar 38 goles.
En los años 1930, el Manchester City llegó a dos finales consecutivas de la FA Cup, perdiendo ante el Everton en 1933 y ganando al Portsmouth en 1934. Cabe destacar que durante dicha FA Cup, el Manchester City estableció el récord de asistencia más alta de cualquier club en la historia del fútbol inglés, ya que 84 569 aficionados llenaron Maine Road para la sexta ronda eliminatoria de la competición ante el Stoke City, récord que sigue vigente hasta la actualidad. En la temporada 1936-1937, ganó por primera vez el título de liga, aunque en la temporada siguiente el equipo descendió a Second Division, pese a haber sido el club con más goles a favor en esa temporada.
El City finalmente obtuvo su primer título de Primera División en 1937 después de ser subcampeón dos veces en 1903-04 y en 1920-21 y tercer lugar tres veces en 1904-05, 1907-08 y 1929-30. El City se paseó hasta la victoria al marcar más de 100 goles, el único equipo que lo hizo durante la temporada y estuvo invicto durante 22 partidos en la liga.
Sin embargo, descendieron la temporada siguiente, a pesar de marcar más goles que cualquier otro equipo de la división. Este evento se ha atribuido al síndrome típico del City y el City sigue siendo el único campeón reinante que ha descendido en el fútbol inglés.
Después de una temporada en la Segunda División, el juego se suspendió debido al inicio de la Segunda Guerra Mundial. Durante este período de seis años, se introdujo una Liga en tiempos de guerra, sin embargo, se creó como un entretenimiento deportivo destinado a proporcionar moral a la gente común en pueblos y ciudades de toda Inglaterra. Algunos jugadores decidieron jugar para el City durante la guerra y otros jugaron como invitados para otros equipos.
Cuando se reanudó la actividad tras la guerra, Cowan se convirtió en entrenador del Manchester City en noviembre de 1946, sucediendo a Wilf Wild, que pasó a desempeñar un papel puramente administrativo.

### Innovación Táctica, Descensos y Resurgimiento (1953-1988)
| Redondo                  | Equipo          | Puntaje | Oposición        |
| ------------------------ | --------------- | ------- | ---------------- |
| Ronda 3                  | Manchester City | 1–0     | Luton Town       |
| Ronda 4                  | Manchester City | 0–0     | Newcastle United |
| Repetición de la ronda 4 | Manchester City | 2–0     | Newcastle United |
| Ronda 5                  | Manchester City | 4–1     | Blackburn Rovers |
| Cuarto de final          | Manchester City | 1–0     | Tottenham        |
| Semifinal                | Manchester City | 1–0     | Everton          |
| Final                    | Manchester City | 1–0     | Leicester City   |

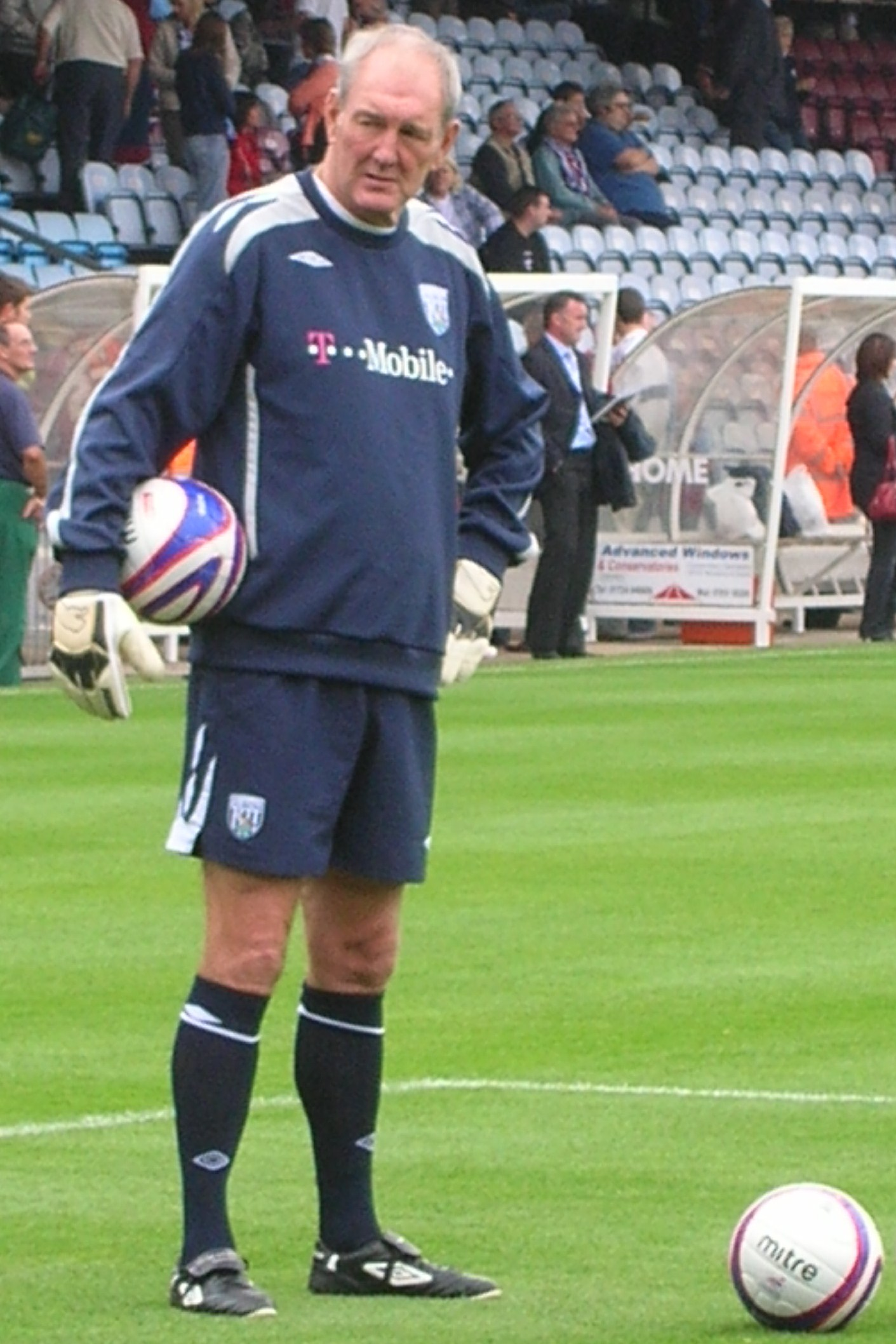
Joe Corrigan es considerado uno de los mejores porteros en la historia del Manchester City, con más de 600 partidos jugados y títulos importantes como la UEFA Cup Winners' Cup y la League Cup.

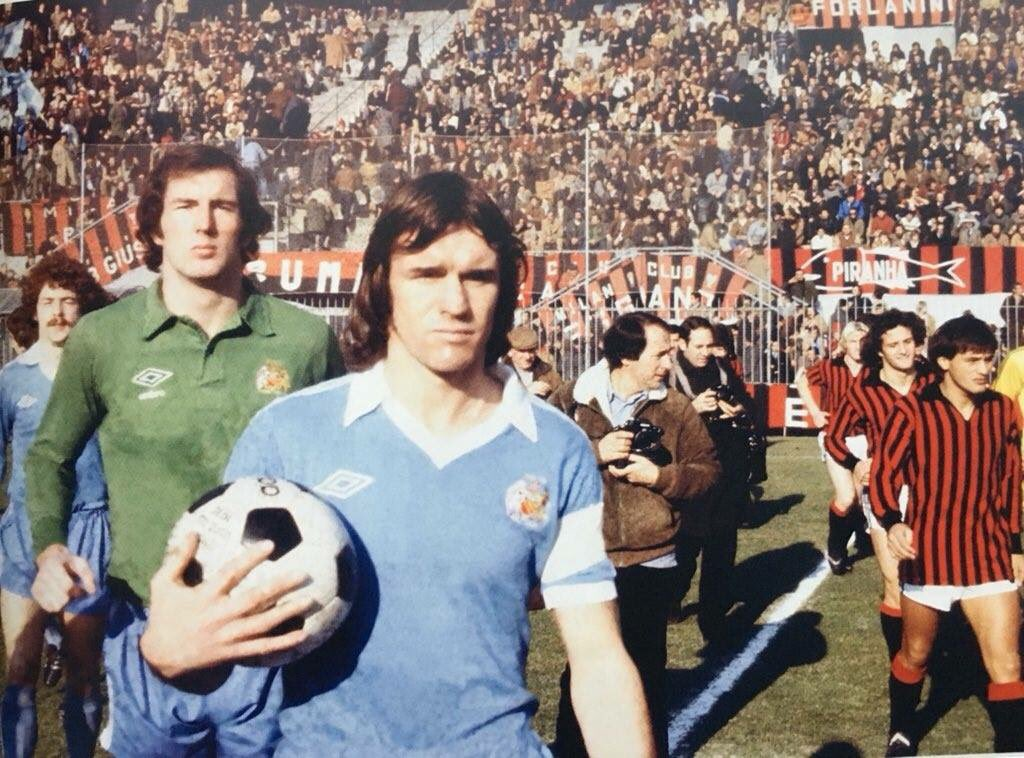
Jugadores del Manchester City y del Milan antes del inicio de su partido de la tercera ronda de la Copa de la UEFA 1978-79.

La final de la Copa FA de 1955 la disputaron Newcastle United y Manchester City en Wembley. El Newcastle ganó 3-1, con goles de Jackie Milburn en el primer minuto (después de 45 segundos, un récord en una final en Wembley, un récord que mantuvo hasta 1997), Bobby Mitchell y George Hannah. Bobby Johnstone marcó el gol del City. El partido estaba prácticamente decidido cuando el lateral del Manchester City Meadows fue dejado de cabeza por el escurridizo y voluble Bobby Mitchell y después de 22 minutos fue retirado en camilla por una grave lesión en la pierna y el City se quedó con 10 hombres, ya que en los años 50 no se permitían sustituciones. Mientras tanto, el tan cacareado Plan Revie del City (basado en un centrodelantero retrasado como Don Revie) no funcionó.
La final de 1956, en la que el Manchester City venció al Birmingham City por 3-1, es una de las finales más famosas de todos los tiempos, y es recordada porque el portero del City, Bert Trautmann, siguió jugando después de romperse el cuello. Ambos equipos emplearon la formación típica de la época: dos laterales, un central, dos extremos, dos delanteros exteriores, dos delanteros interiores y un delantero centro. Sin embargo, sus planteamientos tácticos diferían. El Birmingham, descrito por The Times como un equipo que utilizaba "una determinación férrea, entradas potentes y métodos directos abiertos", empleó el tradicional planteamiento inglés de hacer llegar el balón a los delanteros exteriores lo más rápido posible, mientras que el Manchester City adoptó tácticas inspiradas en el equipo húngaro que había vencido a Inglaterra con contundencia en Wembley tres años antes. El sistema implicaba utilizar a Don Revie en una posición más retrasada que un delantero centro tradicional para sacar a un defensor de su posición, y por ello se lo conocía como el "Plan Revie".
Durante el intervalo del entretiempo, estalló una discusión entre el entrenador de Birmingham y algunos de sus jugadores sobre su estado físico; en el vestuario del Manchester City, tuvo lugar un acalorado intercambio entre Barnes y Revie. Barnes había jugado a la defensiva en la primera mitad para contrarrestar la amenaza de Peter Murphy, pero Revie lo instó a jugar más adelantado. Mientras tanto, el entrenador Les McDowall exhortó a sus jugadores a mantener la posesión y hacer que sus oponentes persiguieran el balón.
A falta de 17 minutos, el Birmingham tuvo una oportunidad cuando Murphy superó a Dave Ewing. El portero Trautmann se lanzó a los pies de Murphy para ganar el balón, pero en la colisión la rodilla derecha de Murphy golpeó el cuello de Trautmann con un fuerte golpe. Trautmann quedó inconsciente y el árbitro detuvo el juego de inmediato. El entrenador Laurie Barnett entró corriendo al campo y el tratamiento continuó durante varios minutos. No se permitieron sustituciones, por lo que el Manchester City tendría que terminar el partido con diez hombres si Trautmann no podía continuar. Sin embargo, Trautmann, aturdido e inestable sobre sus pies, insistió en mantener su portería. Jugó los minutos restantes con mucho dolor, con los defensores del Manchester City intentando despejar el balón bien arriba del campo o hacia la tribuna cada vez que se acercaba. Trautmann tuvo que hacer dos paradas más para evitar que Brown y Murphy pudieran anotar, la segunda de las cuales le hizo retroceder en agonía debido a una colisión con Ewing, por lo que el entrenador tuvo que reanimarlo.
No se marcaron más goles y el árbitro pitó el final del partido con el resultado final de 3-1 a favor del Manchester City. Cuando los jugadores abandonaron el campo, la multitud cantó a coro "Porque es un buen tipo" en homenaje a la valentía de Trautmann. Roy Paul condujo a su equipo por las escaleras hasta el palco real para recibir la tercera Copa FA del Manchester City. El cuello de Trautmann seguía causándole dolor y el príncipe Felipe comentó sobre su estado torcido mientras le entregaba a Trautmann su medalla de ganador. Tres días después, un examen reveló que Trautmann se había roto un hueso del cuello.
Tras el descenso en 1963, George Poyser se convirtió en entrenador y fichó a Derek Kevan, Jimmy Murray y Johnny Crossan, a la vez que promovía a los jugadores locales Alan Oakes y Glyn Pardoe, pero no pudo frenar el declive del club. El punto más bajo llegó el 16 de enero de 1965, cuando apenas 8.015 espectadores vieron al equipo perder 2-1 ante el Swindon Town, un récord para un partido de liga en Maine Road. El club terminó la temporada undécimo en la Segunda División, en ese momento el puesto más bajo en la historia del club. Poyser dimitió poco antes de que acabase la temporada, dejando al City sin entrenador de cara a la temporada 1965-66.
Durante la pretemporada 1964-1965, el club fue reformado por el presidente Albert Alexander y nombró a Joe Mercer como nuevo entrenador del club el 13 de julio de 1965. Mercer había tenido un éxito moderado en el Aston Villa, donde ganó la Copa de la Liga inaugural, pero se fue después de sufrir un derrame cerebral en 1964. En consecuencia, necesitaba un asistente más joven y en forma para dirigir las sesiones de entrenamiento, y eligió al extravagante y dinámico Malcolm Allison. Allison tenía otras ofertas de trabajo, pero decidió unirse al Manchester City.
En la primera temporada con Mercer, el City ganó el campeonato de la Segunda División y logró el ascenso a la máxima categoría, al tiempo que hacía fichajes importantes con Mike Summerbee y Colin Bell, quienes más tarde formarían una formidable dupla con Francis Lee en la delantera.
La temporada 1966-67 fue bastante normal para el City, con un 15.º puesto, aunque el equipo terminó la temporada con una racha de solo cuatro derrotas en diecisiete partidos. Sin embargo, la temporada 1967-68 marcó un punto de inflexión. Tras algunos fichajes estratégicos, como el de Francis Lee, el equipo comenzó una racha imparable que culminó con la obtención del campeonato de liga, tras vencer 4-3 al Newcastle United en el último partido de la temporada. Esta victoria relegó al Manchester United al subcampeonato.
| Estación | Liga | Copa FA         | Copa de la Liga | Europa                            | Escudo de caridad | Notas                                                                     |
| -------- | ---- | --------------- | --------------- | --------------------------------- | ----------------- | ------------------------------------------------------------------------- |
| 1966–67  | 15°  | Cuarto de final | Tercera ronda   | no participó                      | no participó      |                                                                           |
| 1967–68  | 1º   | Cuarta ronda    | Cuarta ronda    | no participó                      | no participó      |                                                                           |
| 1968–69  | 13°  | Campeones       | Tercera ronda   | Copa de Europa – Primera ronda    | Ganadores         |                                                                           |
| 1969–70  | 10°  | Cuarta ronda    | Campeones       | Copa de Campeones – Campeones     | Subcampeones      |                                                                           |
| 1970–71  | 11°  | Quinta ronda    | Segunda ronda   | Copa de Campeones – Semifinalista | no participó      | El 'gafe' de los campeones defensores del CWC                             |
| 1971–72  | 4°   | Tercera ronda   | Tercera ronda   | no participó                      | no participó      | Estábamos primeros en la liga y 4 puntos por delante a mediados de marzo. |

El éxito continuó en los años siguientes. En 1969, el City obtuvo su cuarta FA Cup tras vencer al Leicester City 1-0 en la final. Esta victoria le otorgó un puesto en la Recopa de Europa de 1969-70. En esa competición, el Manchester City se impuso en la final ante el Górnik Zabrze de Polonia por 2-1 en Viena, consiguiendo su primer título europeo. En esa misma temporada, también ganó la Copa de la Liga, convirtiéndose en el segundo club inglés en ganar un título internacional y uno nacional en la misma temporada.
El Manchester City comenzó fuerte en la final de la Recopa de Europa de 1970, particularmente Francis Lee, quien continuamente avergonzó a la defensa de Górnik en los primeros minutos. Lee tuvo la primera oportunidad del partido con un disparo a corta distancia que fue detenido por Kostka. El Manchester City tomó la delantera en el minuto 12 con un gol de Neil Young, seguido de un penalti convertido por Francis Lee para el 2-0. Aunque Górnik anotó en la segunda mitad, el City ganó el partido 2-1 y se coronó campeón.
El club continuó luchando por títulos en el fútbol nacional, terminando un punto por detrás de los campeones de liga en dos ocasiones y proclamándose subcampeón de la Copa de la Liga en 1974. Uno de los partidos más recordados por los aficionados es el último partido de la temporada de Liga 1973-1974, ante el Manchester United, que necesitaba ganar para eludir el descenso a la Segunda División. El exjugador del United Denis Law anotó con el talón para el triunfo 0-1 del City, confirmando el descenso del Manchester United.
La estabilidad de la gestión Mercer-Allison comenzó a desmoronarse en 1971. A mediados de la temporada 1971-72, el City lideraba la liga con una ventaja de cuatro puntos, pero un mal tramo al final de la temporada lo dejó en cuarto lugar. Rodney Marsh, un fichaje talentoso pero problemático, fue señalado como una de las razones del declive del equipo. La relación entre Mercer y Allison se deterioró, y Mercer dejó el club en 1972, dejando a Allison como único gerente.
| Estación | Liga | Copa FA       | Copa de la Liga | Europa                             | Escudo de caridad | Notas |
| -------- | ---- | ------------- | --------------- | ---------------------------------- | ----------------- | ----- |
| 1972–73  | 11°  | Quinta ronda  | Tercera ronda   | Copa de la UEFA – Primera ronda    | Ganadores         |       |
| 1973–74  | 14°  | Cuarta ronda  | Subcampeones    | no participó                       | Subcampeones      |       |
| 1974–75  | 8°   | Tercera ronda | Tercera ronda   | no participó                       | no participó      |       |
| 1975–76  | 8°   | Cuarta ronda  | Campeones       | no participó                       | no participó      |       |
| 1976–77  | 2do  | Quinta ronda  | Segunda ronda   | Copa de la UEFA – Primera ronda    | no participó      |       |
| 1977–78  | 4to  | Cuarta ronda  | Cuarto de final | Copa de la UEFA – Primera ronda    | no participó      |       |
| 1978–79  | 15°  | Cuarta ronda  | Cuarto de final | Copa de la UEFA – Cuartos de final | no participó      |       |

Bajo Allison, el Manchester City ganó el Charity Shield en 1972 al vencer al Aston Villa. Sin embargo, la inestabilidad marcó los años siguientes. Allison dimitió en medio de la temporada 1972-73 y fue reemplazado por Johnny Hart, quien duró poco debido a problemas de salud. Ron Saunders asumió el cargo, pero su gestión fue breve, y el City perdió la final de la Copa de la Liga de 1974 antes de despedirlo.
El excapitán Tony Book tomó el mando en 1974, proporcionando estabilidad al club. Bajo su dirección, el City ganó la Copa de la Liga en 1976 y quedó subcampeón de liga en 1977, perdiendo el título por un punto frente al Liverpool. Durante su gestión, el City también tuvo buenas campañas en competiciones europeas y nacionales, llegando a cuartos de final en varias ediciones de la Copa de la Liga y la Copa de la UEFA.
Sin embargo, la temporada 1978-79 marcó el inicio de un declive prolongado. Malcolm Allison regresó al club, primero como entrenador jefe y luego como entrenador único, pero realizó fichajes fallidos y vendió jugadores clave como Asa Hartford, Gary Owen y Peter Barnes. A pesar de una breve mejoría, la mala gestión llevó al equipo a una crisis en los años 80.
Allison fue despedido en 1980 y reemplazado por John Bond, quien estabilizó el equipo e impulsó su desempeño en la FA Cup de 1981. El City llegó a la final, pero perdió el desempate ante el Tottenham Hotspur en un partido recordado por el icónico gol de Ricky Villa. Durante la FA Cup, Bond dirigió una victoria memorable por 6-0 sobre el Norwich City, club en el que su hijo Kevin jugaba.
Bajo la dirección de Bond, el City continuó obteniendo resultados decentes en liga y copas, pero la inestabilidad seguía presente. Con el paso del tiempo, el equipo no pudo mantener su nivel competitivo y descendió dos veces en la década de 1980, marcando el final de una era dorada para el club.

### Del Renacimiento a la Grandeza Moderna del Manchester City (1989-actualidad)

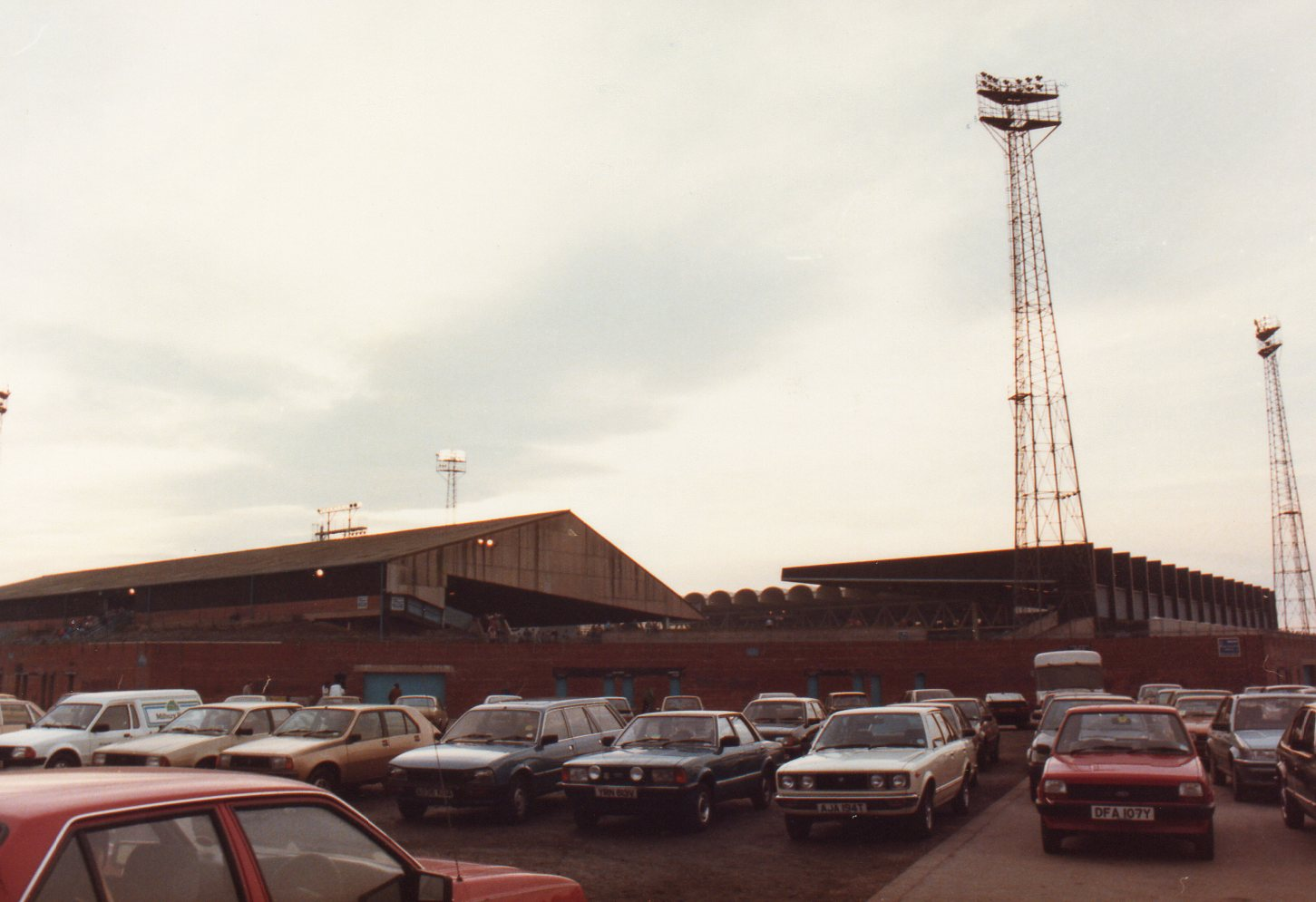
Frente a la querida tribuna Kippax en 1985

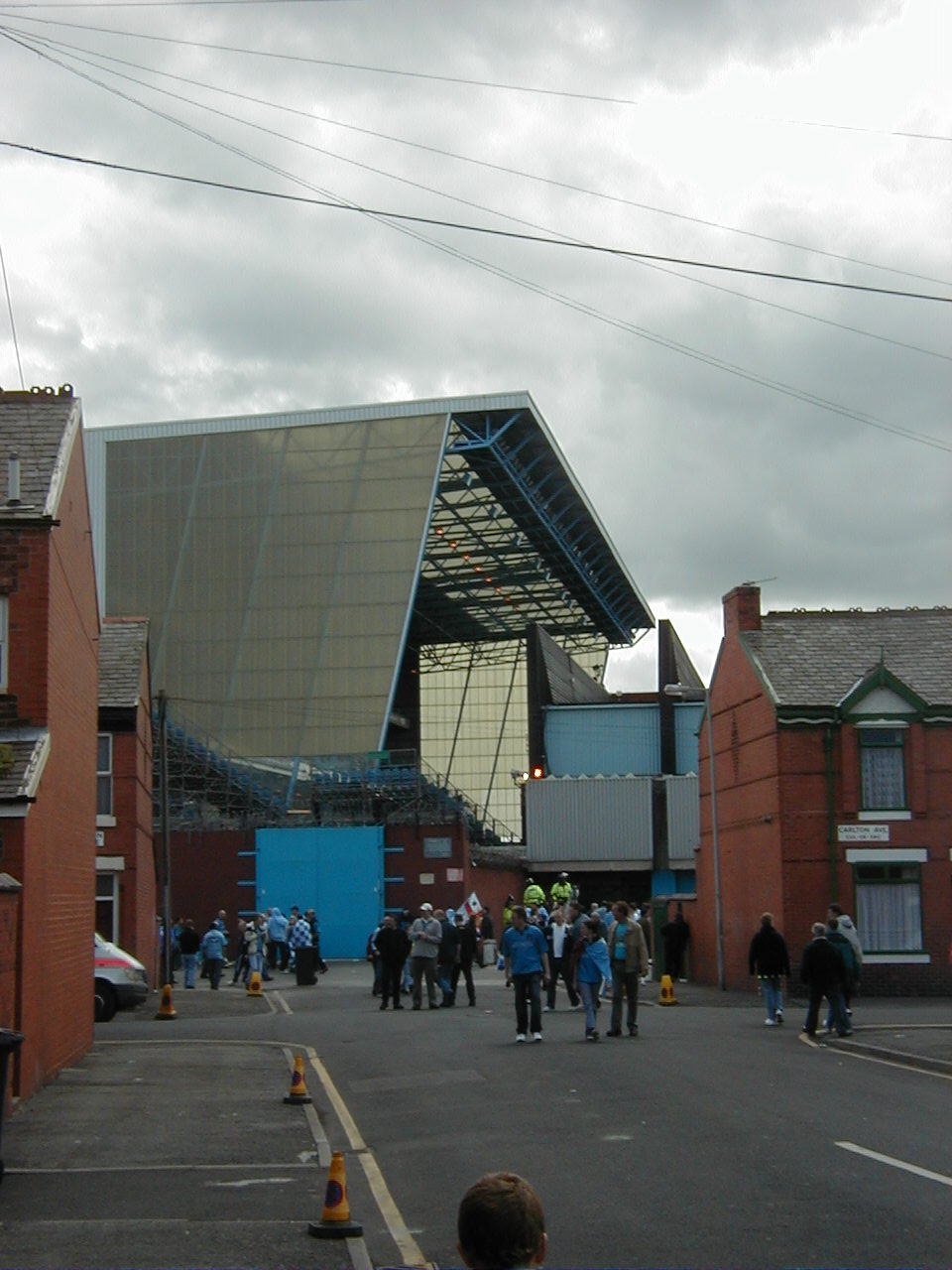
La nueva tribuna más alta de Kippax: "el barco que nunca zarpó" según los ojos de un residente

El City logró el ascenso a la Primera División en 1989 después de terminar segundo en la Segunda División bajo la dirección de Mel Machin.
La temporada 1989-90 fue difícil y Machin fue despedido en noviembre cuando el descenso parecía una posibilidad real. Probablemente el partido más memorable de la temporada fue una paliza por 5-1 a los rivales locales, el Manchester United, un abatido Alex Ferguson dijo más tarde que fue la derrota como entrenador más "vergonzosa" de su carrera. Machin fue reemplazado por el exentrenador del Everton, Howard Kendall, quien logró la supervivencia y sentó las bases para un buen comienzo de la temporada 1990-91.
Kendall regresó al Everton en noviembre de 1990 y fue reemplazado por el mediocampista de 34 años Peter Reid. Las primeras dos temporadas de Reid al mando trajeron quintos puestos en las temporadas 1990-91 y 1991-92. Sin embargo, el City no se clasificó para la Copa de la UEFA porque solo el segundo y tercer equipo se clasificaban para la competencia en esos años. El club fue uno de los miembros fundadores de la Premier League en 1992. El City terminó en un respetable noveno lugar en la Premiership inaugural, pero Reid perdió su trabajo después de solo dos partidos de la temporada 1993-94.
En 1993-94, los problemas del City volvieron, ya que su rendimiento en la liga se desplomó y el club terminó en el puesto 16 con el nuevo entrenador Brian Horton. El presidente Peter Swales cedió ante la presión de los fanáticos y entregó el control del club al legendario exjugador Francis Lee. La temporada 1994-95 no fue mucho mejor, ya que una pésima segunda mitad de la temporada vio al City terminar en el puesto 17, dos lugares por encima de la zona de descenso. Horton fue despedido justo antes del final de la temporada y reemplazado por el entrenador del Southampton, Alan Ball. 
Ball se dedicó a intentar reconstruir el City y se deshizo de varios jugadores veteranos que ya no demostraban ser efectivos. El City fichó a varios jugadores jóvenes prometedores, en particular al centrocampista georgiano de 22 años Giorgi Kinkladze. Pero un pésimo comienzo de temporada condenó al City a una batalla por el descenso que perdió en la última jornada de la temporada 1995-96, concretando su descenso a la segunda categoría.
Ball fue despedido poco después de que comenzara la campaña 1996-97 de la División Uno del City, y su sucesor Steve Coppell renunció después de solo 6 partidos a cargo y 33 días como entrenador, alegando que el trabajo era demasiada presión para él. Phil Neal se hizo cargo de manera interina durante 10 partidos, sin embargo, perdió 7 de ellos y para Navidad, el City estaba en la mitad inferior de la División Uno y había recurrido al exentrenador del Nottingham Forest, Frank Clark, para detener el declive. El City terminó 14º en la tabla final.
Pero Clark fue despedido en febrero siguiente con el City rondando entre los últimos cinco de la División Uno. El exentrenador del Oldham y Everton Joe Royle fue reclutado para reemplazar a Clark, pero una victoria por 5-2 como visitante sobre el también condenado Stoke en el último día de la temporada no fue suficiente para salvarlos del descenso porque tanto Portsmouth como Port Vale ganaron sus partidos. El City era ahora un equipo de la Segunda División y había descendido a la tercera división de la liga inglesa por primera vez en su historia, siendo el primer exganador de un trofeo europeo en sufrir esta indignidad junto con Nottingham Forest y Leeds United en los años siguientes.
Tras el descenso, llegó un nuevo presidente, David Bernstein, que introdujo cambios importantes en el club, entre ellos una nueva política económica. Con la dirección técnica de Joe Royle, el Manchester City logró ascender en su primer intento tras vencer en los playoff al Gillingham. Estando ya en segunda división, un segundo ascenso consecutivo vio al club ascender a la Premier League, pero esto resultó haber sido un paso demasiado apresurado para la estabilización del club, y en consecuencia, en 2001, el club volvió a descender a la segunda categoría. Para la siguiente temporada, es contratado Kevin Keegan como nuevo entrenador, y el equipo lograría ascender como campeón obteniendo 99 puntos y 108 goles a favor durante la temporada, logrando el ascenso inmediato.
La temporada 2002-03 fue la última que se jugaría en Maine Road, que incluyó una victoria de 3-1 ante sus rivales del Manchester United, poniendo fin a una racha de 13 años sin ganar. Esa misma temporada se clasificó para competiciones europeas después de 25 años a través del Ranking de Fair Play de la UEFA. En la temporada 2003-04, el club se trasladó al Estadio Ciudad de Mánchester, inaugurado en verano en un amistoso frente al FC Barcelona. En sus cuatro primeras temporadas en el nuevo estadio, el club finalizó en la mitad de tabla o en los puestos cercanos al descenso, lo que acabó provocando la renuncia de Kevin Keegan en 2005.
El exentrenador de la selección inglesa de fútbol, Sven-Göran Eriksson se convirtió en el primer extranjero en dirigir al club, al ser contratado en 2007. Un año después, en julio de 2008, el sueco fue despedido y reemplazado por Mark Hughes.
En el año 2008, el club estaba en una precaria situación financiera. Thaksin Shinawatra, ex primer ministro de Tailandia, había comprado el club un año antes tras abonar 121 millones de euros, pero sus afanes políticos veían sus activos congelados, además de ser acusado en su país de corrupción y lavado de dinero. Sin embargo, el 1 de septiembre de 2008, Abu Dhabi United Group for Development and Investment, un grupo inversor de Emiratos Árabes Unidos (EAU), con Sulaiman Al-Fahim como parte visible del grupo, y con Mansour bin Zayed Al-Nahyan como máximo accionista, se hizo con el control del club por 250 millones de euros. La compra fue seguida inmediatamente por un aluvión de ofertas por jugadores de alto perfil. El club rompió el récord de transferencia británica mediante el fichaje de Robinho del Real Madrid por unos 40 millones de euros, en lo que sería el preludio de la astronómica inversión en fichajes que vendría para situar al equipo entre los grandes de Europa. Sin embargo, las actuaciones del club no mostraban mejoras con respecto a la campaña anterior a pesar de la afluencia de dinero, sin embargo, pese a acabar décimo en la Premier League, el club alcanzó los cuartos de final de la Copa de la UEFA.
Durante el verano de 2009, el club realizó un gasto en fichajes a un nivel sin precedentes, con un desembolso de más de 150 millones de euros para la contratación de jugadores como Gareth Barry, Roque Santa Cruz, Kolo Touré, Emmanuel Adebayor, Carlos Tévez y Joleon Lescott. En diciembre de 2009, con el equipo como 6.º clasificado tras 18 jornadas, Mark Hughes, que entrenaba al Manchester City desde hacía poco antes de la llegada del grupo inversor árabe, fue destituido como entrenador y en su lugar se contrata a Roberto Mancini. El City acabó la temporada en quinta posición de la Premier League, clasificándose para disputar la Copa de la UEFA (renombrada ahora como Liga Europa de la UEFA).

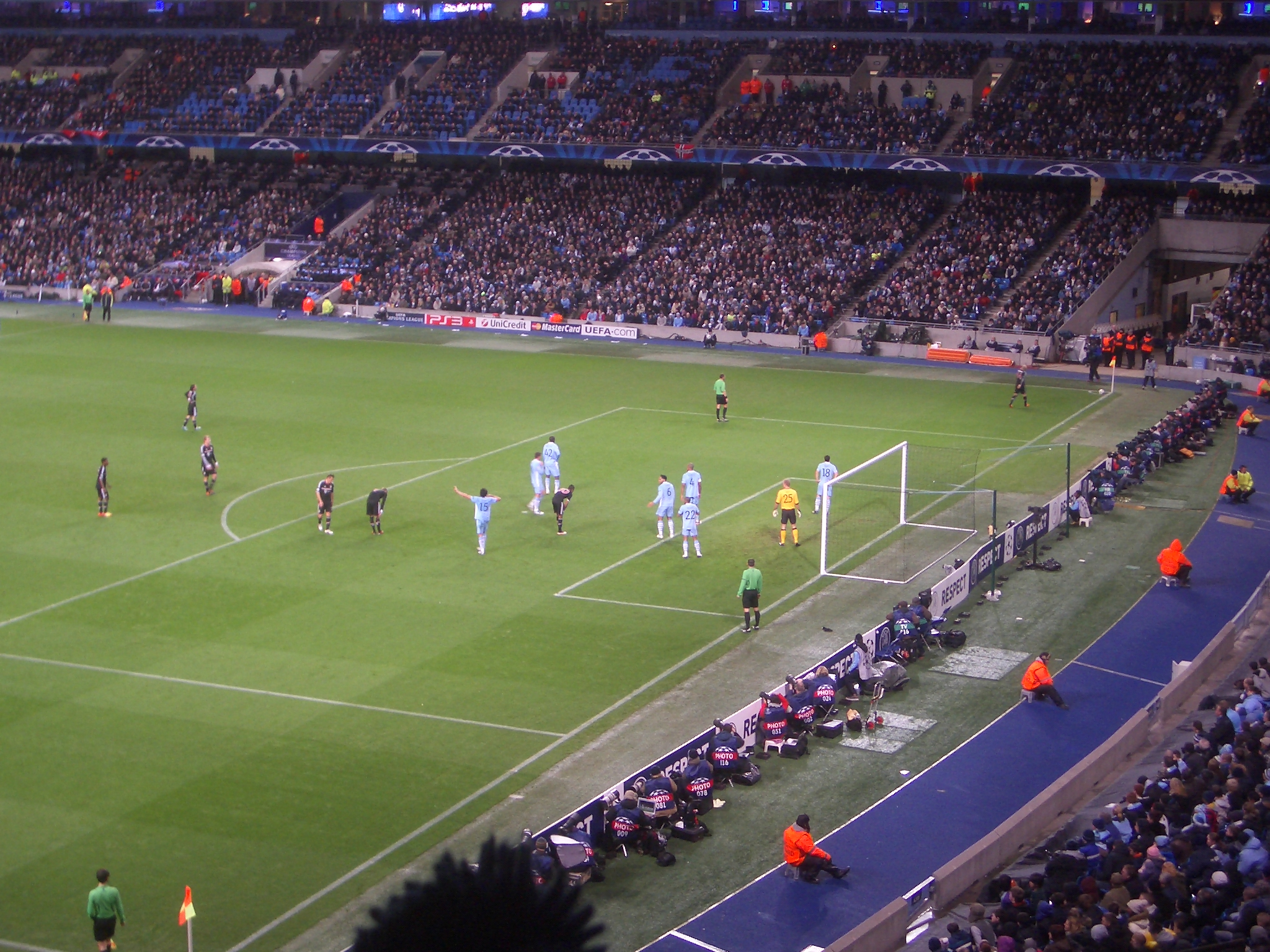
Manchester City ante el Bayern Múnich en la Liga de Campeones de la UEFA en 2011.

La inversión continuó en las temporadas sucesivas, y los resultados empezaron a coincidir con el repunte de la calidad de los jugadores. El Manchester City llegó a la Final de la FA Cup de 2011 tras derrotar en semifinales al Manchester United. Derrotó 1-0 al Stoke City en la final ganando su quinta FA Cup y su primer título oficial en Inglaterra desde 1976. Esa misma semana certificaba su clasificación, después de 43 años, para la Liga de Campeones de la UEFA 2011-2012 tras ganar 1-0 al Tottenham Hotspur.

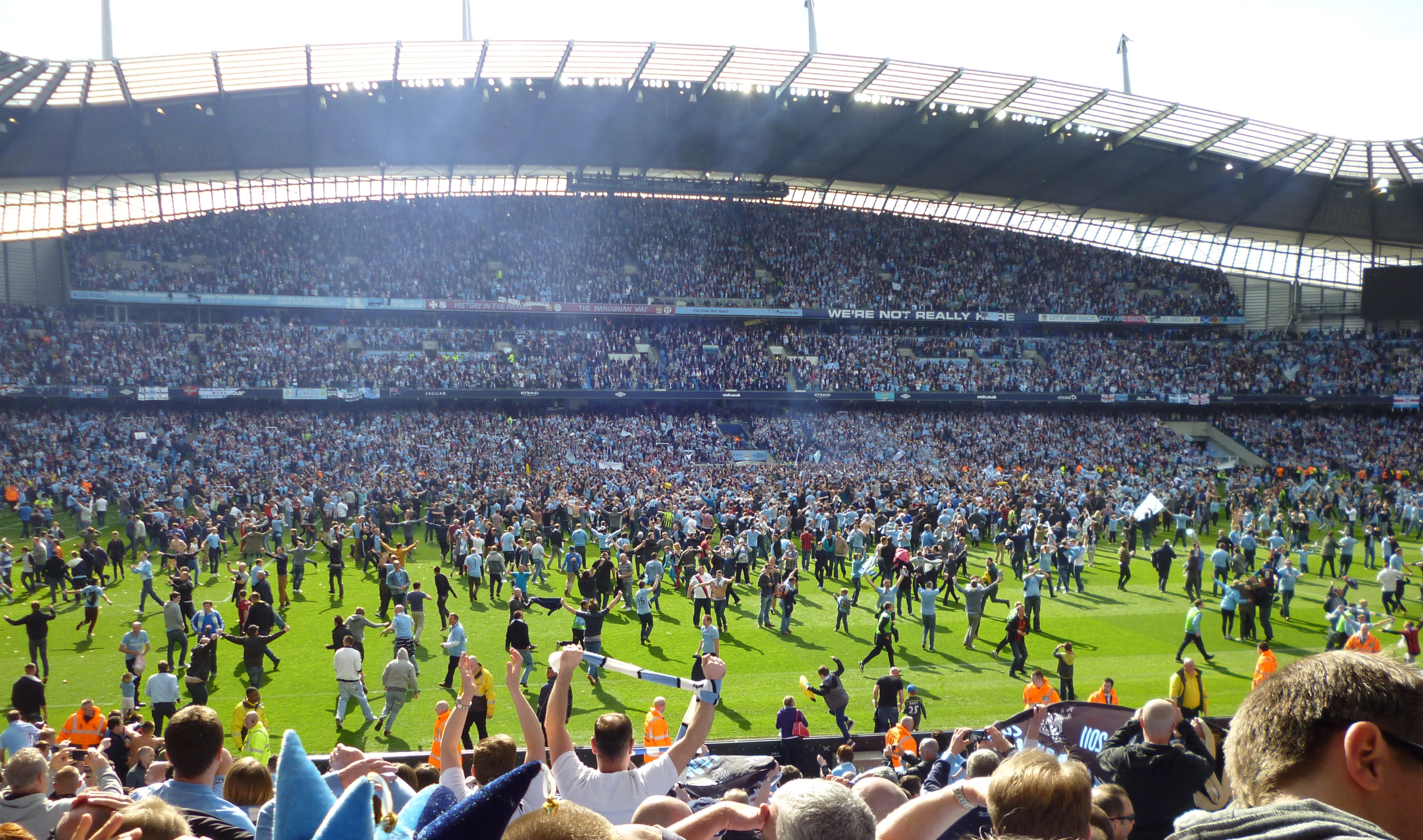
Hinchas del Manchester City invaden el terreno de juego después de la victoria en Premier League 2011/12.

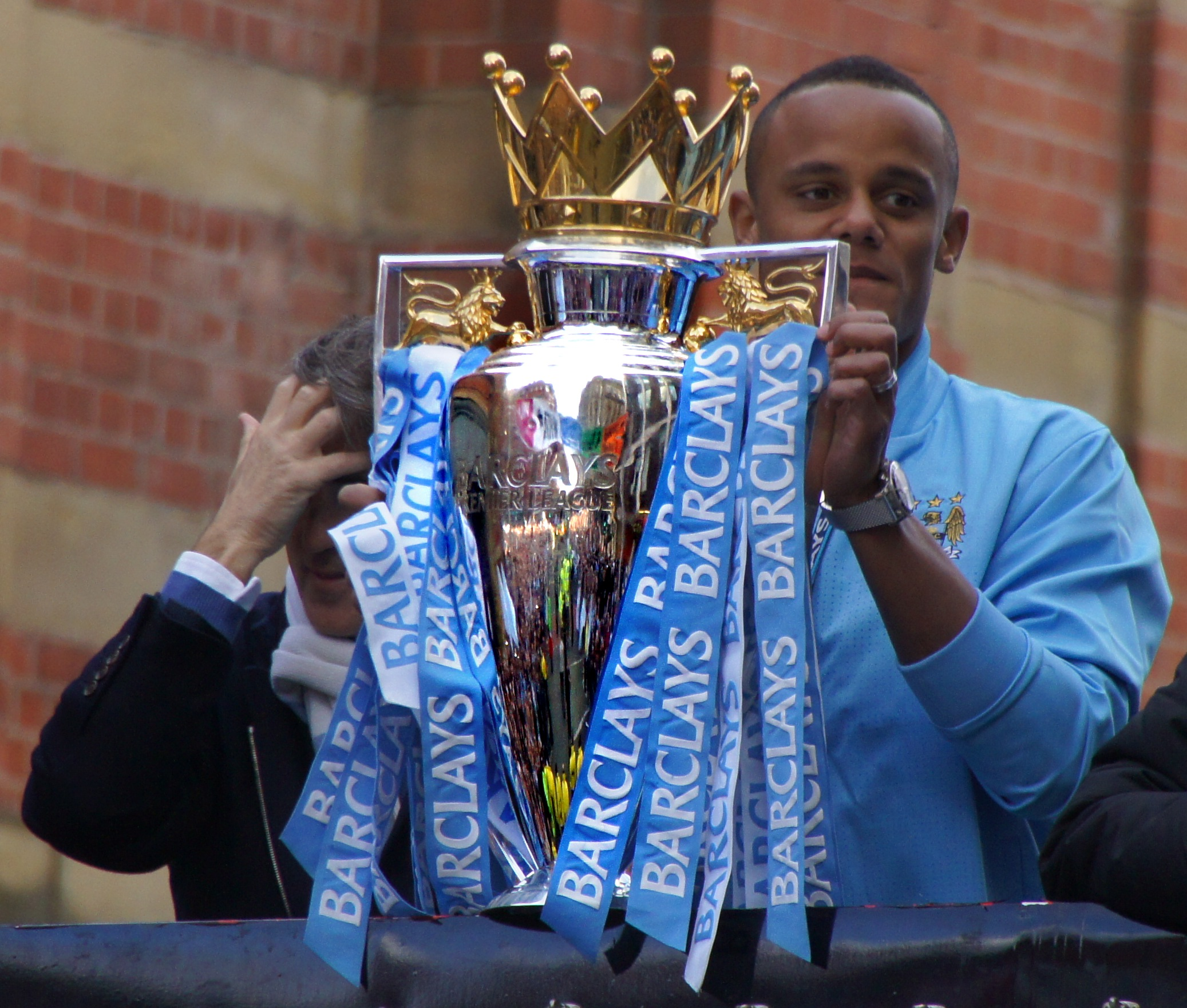
El capitán Vincent Kompany con el título de la Premier League ganada en la temporada 2011/12.

Las grandes actuaciones continuaron en la temporada siguiente, derrotando 1-5 al Tottenham Hotspur en su estadio, y humillando al Manchester United por un marcador de 1-6. El 13 de mayo de 2012 gana, después de 43 años, el título de Premier League (tercero en su palmarés) a su eterno rival, el United, luego de recortar una desventaja de ocho puntos en la tabla. En el último partido de liga tuvieron que remontar marcando dos goles en el descuento contra el Queens Park Rangers en un épico final, con un gol de Edin Džeko (el 2-2) y el gol definitivo marcado por el delantero argentino Sergio Agüero (el definitivo 3-2) haciéndoles campeones.
La temporada 2012-2013 fue bastante decepcionante. Comenzó ganando la Community Shield al Chelsea, siendo este el único título de la temporada. El City fracasó en la Liga de Campeones, ya que fue eliminado en la fase de grupos sin ganar ningún partido, no revalidó el título de campeón de la Premier League y perdió la final de la FA Cup ante el Wigan. El 13 de mayo, dos días después de perder la final, la directiva optó por despedir a Roberto Mancini. Le sustituyó el segundo entrenador Brian Kidd para dirigir los dos últimos partidos de liga, certificando el subcampeonato.

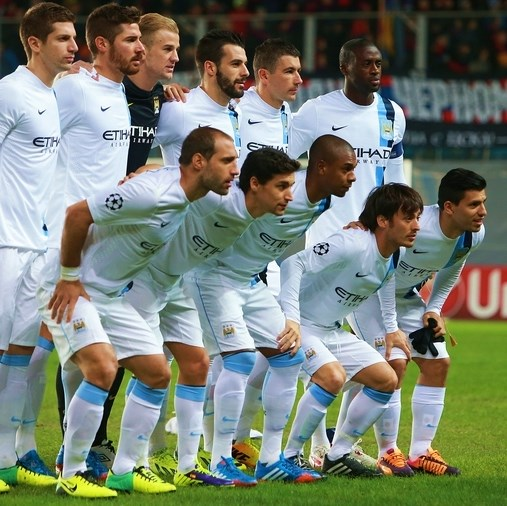
Manchester City en 2013.

En la temporada 2013-2014 se fichó como entrenador a Manuel Pellegrini. El City comenzó la Premier League con algunos problemas en los partidos jugados fuera de casa, siendo derrotado por rivales teóricamente muy inferiores como el Cardiff City o el Aston Villa; pero en cambio se mostraba intratable en su estadio, donde goleó al Tottenham Hotspur (6-0), Manchester United (4-1) y al Arsenal (6-3). Finalmente el equipo encuentra la regularidad y termina la primera vuelta en segundo puesto, al tiempo que consigue el pase a octavos de final de la Liga de Campeones de la UEFA 2013-14 por primera vez en su historia. El 2 de marzo, consigue ganar la Copa de la Liga al derrotar al Sunderland en la final por 3-1; pero diez días después, es eliminado de la Liga de Campeones por el Barcelona. Como colofón a la temporada, el equipo logra su cuarto título de campeón de la Premier League en la última jornada, tras recortar 6 puntos de ventaja al Liverpool.
Pellegrini se despidió del Manchester City tras obtener la Copa de la Liga y el 4.º puesto en la Premier League en la temporada 2015-16.
Para la temporada 2016-2017, se confirmó el fichaje de Pep Guardiola como entrenador del equipo y de los jugadores İlkay Gündoğan, Leroy Sané, John Stones, Nolito y el guardameta chileno Claudio Bravo, terminando 3.º en la Premier League 2016-17, además fueron eliminados en octavos de final en la UEFA Champions League 2016-17 por el AS Mónaco, terminando la temporada sin títulos.
En la temporada 2017-2018, inician con las ventas de Nolito y dejando libres a Pablo Zabaleta, Gaël Clichy, Bacary Sagna, Samir Nasri y con la compras en verano del portugués Bernardo Silva proveniente del AS Mónaco por 50 millones de euros, Benjamin Mendy proveniente del AS Mónaco por 56 millones de euros convirtiéndose en el defensa más caro del momento, Danilo del Real Madrid por 30 millones de euros y Kyle Walker del Tottenham Hotspurs por 57 millones de euros convirtiendo en el defensa más caro de la historia por el momento superando el de su compañero.
Tras un arranque espectacular en Premier termina la primera mitad como primero. En invierno el City paga la cláusula de rescisión de 65 millones de euros de Aymeric Laporte. El 25 de febrero de 2018, los citizens lograron su primer título en la era Guardiola al mando del equipo, donde se coronaron campeones de la Copa de la Liga de Inglaterra 2017-18 después de derrotar 3-0 al Arsenal. El 15 de abril de 2018, se proclama campeón de la Premier League 2017-18 terminando con 32 victorias, 4 empates y solo 2 derrotas. El equipo de Guardiola terminó la temporada batiendo numerosos récords en la historia de la competición, como puntos, victorias, goles a favor y diferencia de goles.
El equipo inicia la temporada 2018-2019 con el fichaje de Riyad Mahrez por 67 millones de euros convirtiéndose en el fichaje más caro en la historia del club. El 5 de agosto de 2018 se coronan como campeones de la Community Shield después de haber ganado 2-0 al Chelsea FC con goles de Sergio Agüero.
El 24 de febrero de 2019 ganan la Carabao Cup después de haber vencido en tanda de penales al Chelsea FC 0-0 (4-3 tanda de penales). En la UEFA Champions League terminaron primero en su grupo con 13 puntos, gracias a 4 victorias, 1 empate y una derrota, clasificándose a los octavos donde se enfrentan contra el Schalke 04 apabullando al equipo alemán con un global de 10 - 2, ya en cuartos tocaría el Tottenham de Pochettino en la ida fue una ajustada derrota 1 a 0 dejando todo abierto para la vuelta en el Etihad Stadium el partido fue un partidazo en 11 minutos ya había 4 goles, se acercaba el final parecía que el gol de la clasificación no llegaba, un rebote cayo para Agüero quien asistió a Sterling que anotó pero se inválido por fuera de lugar no se movió el 4 - 3 y pase a semis de los Spurs por gol visitante.
El 12 de mayo de 2019 se proclaman bicampeones de la Premier League en la última jornada, puntuando 98 puntos, uno más que el Liverpool, además fueron el equipo con mejor ofensiva (95 goles), más victorias (32), y mejor equipo local y visitante (54 y 44 puntos respectivamente). Por último, obtiene la FA Cup propinándole un contundente 6-0 al Watford, consiguiendo de esta manera un triplete inédito en la larga y rica historia del fútbol inglés.
Una vez más, el City aprovecha su enorme chequera para invertir más de 150 millones de euros en jugadores. Aun así, inicia la temporada 2019-2020 ganando su sexta Community Shield a manos de quien fuera su principal rival en la temporada pasada de la Premier y campeón de la Champions, el Liverpool. Posteriormente, el 1 de marzo de 2020 los Citizens logran ganar la Carabao Cup, derrotando en la final al Aston Villa 2-1. Por último, no logran renovar ni el título de la Premier League ni el de la FA Cup, y el 15 de agosto de 2020 caen en cuartos de final de la UEFA Champions League.
El Manchester City iniciaría la temporada 2020-2021, anunciando los fichajes de Ferran Torres y Nathan Ake, por un total de 68 millones de euros, el 4 y 5 de agosto respectivamente. Un mes luego de su eliminación en la Liga de Campeones de la UEFA 2019-20 a manos del Olympique de Lyon, empezaría la temporada de la Premier League con una victoria a domicilio contra el Wolverhampton Wanderers por 3-1. La entidad citizen conseguiría otra victoria ante el AFC Bournemouth en la EFL Cup. Más adelante demostraría todos sus problemas defensivos en una derrota en casa 2-5 contra el Leicester City, con hat-trick de Jamie Vardy. Un par de días después, el 29 de septiembre, sería anunciado el fichaje de Rúben Dias, por 68 millones de euros, donde su adquisición sería clave para resolver los problemas defensivos del club mancuniano.

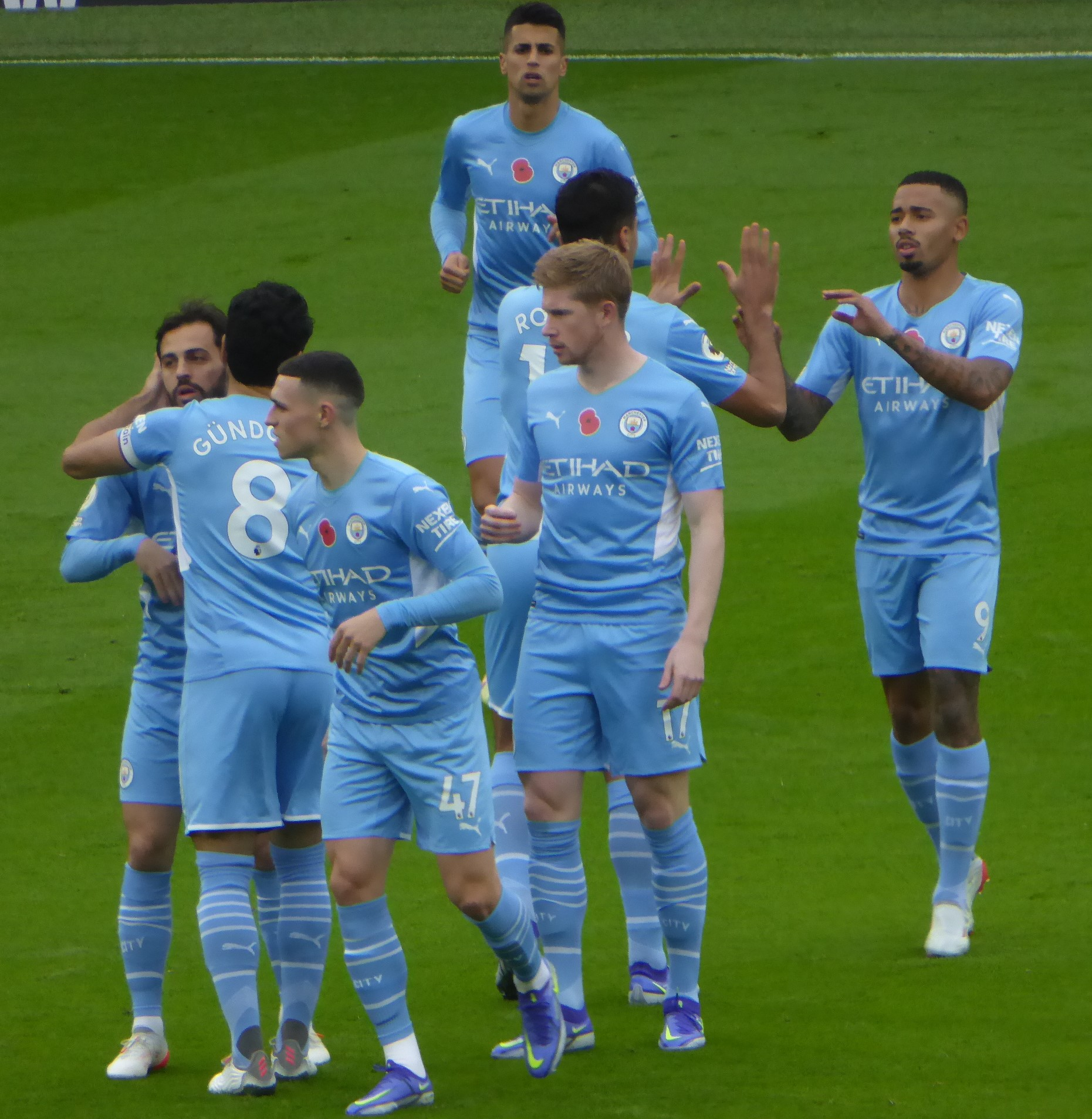
Manchester City en 2021.

Pese a esto, el Manchester City seguiría con una racha irregular en la Premier League, empatando contra los recién ascendidos Leeds United y West Bromwich Albion y el campeón vigente Liverpool, y derrotas contra un Tottenham Hotspur de José Mourinho enrachado. Sin embargo, esto no se vería reflejado en la fase de grupos de la UEFA Champions League 2020-2021, donde conseguiría 16 puntos de 18, y manteniendo la portería a cero en cinco de los seis partidos.
Luego del empate a principios de diciembre con el recién ascendido West Bromwich Albion, el equipo dirigido por Pep Guardiola, comenzaría una racha de 21 partidos ganados de forma consecutiva, con victorias contundentes ante el Arsenal, Chelsea y Tottenham Hotspur, entre otros, siendo la más destacada de todas las victorias en semifinales de la Copa de la Liga de Inglaterra 2021 contra el rival de ciudad, el Manchester United, por un marcador de 0-2, con goles del central inglés John Stones, y del mediocampista brasileño Fernandinho. Además se resalta la victoria en Anfield ante el Liverpool por un marcado de 1-4, donde el City cortaría la racha negativa luego de más de 17 años sin ganar en ese estadio, gracias a un doblete de İlkay Gündoğan, y goles de Raheem Sterling y Phil Foden, llegando a tener una ventaja de 14 puntos a principios del mes de marzo.
Esta racha llegaría a su final el 7 de marzo de 2021 con una derrota en casa contra su perseguidor y segundo clasificado en la Premier League, 0-2 contra el Manchester United. Pese a esto el Manchester City, no flaquearía y seguiría con su paso firme en las demás competiciones, eliminando al Borussia Mönchengladbach en los octavos de final de la UEFA Champions League, por un global de 4-0, y haciendo lo mismo en la estancia de cuartos de final con el Borussia Dortmund, esta vez con un global de 4-2, accediendo a semifinales de esta competición por segunda vez en su historia y por primera vez desde la llegada de Pep Guardiola al banquillo citizen.
Pese a esto, el club de Manchester tendría algunos resbalones con el Leeds United en liga, con una derrota 1-2 en el último minuto en casa, y la eliminación en semifinales de la FA Cup ante el Chelsea. Esto no evitaría con los skyblues se hicieran con una cuarta Carabao Cup de manera consecutiva, ganándole en la final por un marcador de 1-0 al Tottenham Hotspurs, mientras que entre semana lograba remontar una diferencia de 1-0 al medio tiempo en el partido de ida de las semifinales de la UEFA Champions League 2020-2021 contra el Paris Saint-Germain, ganando 1-2 en territorio parisino con goles de Kevin De Bruyne y Riyad Mahrez. El 4 de mayo de 2021, el equipo se clasificaría por primera vez para la final de la UEFA Champions League, tras vencer al Paris Saint-Germain por 2-0 (global 4-1), que luego perderían 1-0 contra el Chelsea FC.
En la temporada 2021-22 anunció el fichaje de Jack Grealish, por un total de 118 millones de euros, convirtiéndose el jugador más caro de la Premier League el día 5 de agosto. Dos días después ha perdido la Community Shield frente al campeón de la FA Cup Leicester City por la cuenta mínima, en el comienzo de la liga, ha perdido contra Tottenham Hotspur por 1-0 en la primera fecha, en la fecha siguiente derrotó a Norwich City por 5-0, en la tercera fecha derrotó al Arsenal también con el mismo marcador de la fecha pasada, en la cuarta fecha, los ciudadanos de visita derrotó al Leicester City de local por 1-0, En el comienzo de la Champions League le ganó al RB Leipzig por 6-3, en la fecha 5 de la liga, empató contra Southampton por 0-0, hace 30 fechas que el City no empataba, la última vez que empató fue la temporada pasada en donde jugaban contra West Bromwich Albion y el resultado terminó 1-1, y el segundo empate fue contra Liverpool de local 2-2. El 26 de octubre quedó eliminado en la Carabao Cupo contra West Ham United, el partido empataban 0-0 y perdió por tanda de penales 5-3, 4 días después, casi terminando octubre, perdió 0-2 contra Crystal Palace, en el clásico de Manchester, el City de visita le ganó al Manchester United de local 0-2, el 24 de noviembre aseguró su clasificación a octavos de final porque le ganó al Paris Saint Germain 2-1.
En la Premier League comenzaría su racha de 12 partidos ganados de forma consecutiva, con victorias por goleadas frente al Leeds, Leicester, Newcastle y Everton. Esta racha llegaría a su final el 22 de enero de 2022 con un empate de visita contra Southampton en el resultado 1-1, el partido lo empató gracias a Aymeric Laporte, pero no perdió, y por último corto una racha de no perder por 15 partidos en el partido donde el City perdió en casa frente al Tottenham 3-2. El 6 de marzo en el derbi de Manchester, los ciudadanos aseguraron una victoria contundente 4-1 sobre el Manchester United, 8 días después empató el City 0-0 contra el Crystal Palace. El 10 de abril, en el partido de local contra el Liverpool terminaron 2-2 y la carrera del título continua hasta el final, en la siguiente semana perdió contra el perseguidor de la Premier en la semifinal de la FA Cup 2-3. En la Champions League, en los octavos de final le ganó 5-0 a Sporting en la ida, y en la vuelta empataban porque se mantenía el resultado global y pasó a la siguiente fase, en los cuartos de final, le ganó al Atlético Madrid por 1-0 en la ida, pero en la vuelta empataron 0-0 otra vez manteniéndose el resultado global para pasar a la siguiente fase, en la semifinal le ganó 4-3 sobre el Real Madrid en la ida, pero en la vuelta iban ganando en el minuto 89, pero llegaron 2 goles de local mientras que el City estaba jugando de visita, en el tiempo suplementario terminó perdiendo 3-1 y en el resultado global 6-5 quedó eliminado por la remontada del Real Madrid. Tres días después, le ganó a Newcastle por 5-0 mientras que Liverpool terminaba en un empate 1-1 frente al Tottenham Hotspur, en la siguiente semana, casi es campeón, en un partido donde West Ham de local empató 2-2 frente a los ciudadanos, con los goles de Jarrod Bowen de doblete, Jack Grealish de descuento y por último el autogol de Tomáš Souček, en el minuto 89 Riyad Mahrez perdió el penal, y fue atajado por Łukasz Fabiański, en el último partido jugaron contra Aston Villa, mientras esperaba que Liverpool no ganara el partido contra Wolverhampton, los lobos ponían el 1-0 y los reds lo empataban mientras que el partido del City seguían 0-0, pero llegaron los goles de visita, Matty Cash a los 38 minutos, en el segundo tiempo le anotaron otro gol de la visita Philippe Coutinho a los 69 minutos, mientras que el Liverpool todavía sigue empatando al Wolves, pero durante el partido habían soluciones, llegó İlkay Gündoğan para descontar en el minuto 76, 2 minutos después llega el gol de Rodri Hernández para poner el empate, y por último el mismo Gundogan coloca el tercer gol ganando el partido por una milagrosa y remontada histórica, repitiendo la misma historia como fue hace 10 años, mientras que el Liverpool le estaba ganando 3-1 frente al Wolves, pero no le sirvió el título, al finalizar el partido, los ciudadanos aseguraron un nuevo título histórico.
En la temporada 22/23 el club invierte 150 millones de euros en reforzar su plantilla, trayendo jugadores de gran calidad como Erling Haaland o Kalvin Phillips, y apostando por otros como Sergio Gómez o Manuel Akanji. En este mercado varios futbolistas de importancia dejarían de vestir los colores de los skyblues, tales como Raheem Sterling, Oleksandr Zinchenko y Gabriel Jesus.
El inicio de la nueva campaña se daría con una decepcionante derrota ante el Liverpool por 3-1 en la Final de la Community Shield, siendo lo único rescatable el buen debut de Julián Álvarez con el club, siendo quien anotó el empate parcial a los 70 minutos de juego.
En su primer encuentro en la Premier League el 7 de agosto, el City vencería al West Ham por 2-0, con Erling Haaland anotando sus dos primeros goles competitivos en su debut en la liga para el club. Se convirtió en el primer jugador del City en hacerlo desde Sergio Agüero ante Swansea en 2011. El siguiente fin de semana, los cityzen anunciaron que Ilkay Gündoğan sería nombrado capitán del club con Rodri y Kyle Walker uniéndose al grupo de liderazgo de vicecapitanes, poco después de que ganaran su primer partido de liga en casa por 4-0 contra el AFC Bournemouth. A este encuentro le seguiría el empate 3-3 ante Newcastle, donde los visitantes recibirían la mala noticia de la lesión de Nathan Aké a los 21 minutos. Los próximos 2 partidos acabarían en triunfos contundentes ante Crystal Palace y Nottingham Forest, donde Erling Haaland se convirtió en el primer jugador del City en la era de la Premier League en anotar un triplete en dos juegos de liga consecutivos. Logró anotar 9 goles en sus primeros cinco juegos de liga, otro récord en la Premier League. Los dirigidos por Pep Guardiola se dejarían puntos en el Villa Park, tras empatar a 1 con el Aston Villa. Seguido a ello, se produciría el gran debut del City en la UEFA Champions League, venciendo por 0-4 al Sevilla en el Estadio Sánchez-Pizjuán con un asombroso Haaland, que llevaría su cuenta a 12 goles en 8 juegos para el club y 25 goles en solo 20 apariciones en el torneo europeo.
El 8 de septiembre de 2022 se produce el fallecimiento de la Reina Isabel II, por lo que el encuentro del Manchester City ante el Tottenham Hotspur, planificado para el 10 de ese mismo mes, sería pospuesto junto a todo el programa de la liga inglesa como señal de respeto.
A fines de septiembre, siendo el primer descanso internacional de la temporada, el City se posicionaba segundo en la liga, a tan solo un punto por detrás del Arsenal y por delante de los Spurs en la diferencia de goles, tras cinco victorias y dos empates. En ese momento, Haaland ya había marcado 14 goles en 10 juegos en todas las competiciones y se había convertido en el primer jugador en la historia de la Premier League en anotar en sus primeros cuatro partidos como visitante. Los skyblues también habían extendido su racha invicta en la liga a 22 juegos y ya había pasado más de un año desde su última derrota.
El 2 de octubre, el City venció al Manchester United por 6-3 en el primer Derbi de Manchester de la temporada en el Etihad, siendo este el Derbi con mayor puntuación de todos los tiempos. Tanto Haaland como Phil Foden anotaron los primeros 'Hat-Tricks' de futbolistas del City en un Derbi de la ciudad en 52 años, y solo el tercero y el cuarto de todos los tiempos. Haaland también se convirtió en el primer jugador de la Premier League en anotar un triplete en tres juegos consecutivos en casa, y el City se convirtió en el primer equipo desde el Tottenham en 1965 en ganar 8 juegos consecutivos en casa por liga anotando tres goles o más. Con su actuación, el noruego llevó su producción a 17 increíbles goles en 11 apariciones, así como a 14 goles en la Premier League en 8 apariciones.
Una victoria por 4-0 en casa contra Southampton la semana siguiente incluyó otro gol de Haaland y significaba que ahora había marcado en diez partidos consecutivos en general y siete en la Premier League. El último récord coincidió con una hazaña lograda solo una vez por un jugador de la ciudad en la Premier League, a saber Sergio Agüero en 2019. Haaland también había alcanzado el hito de 20 goles para la temporada después de jugar solo trece partidos, otro récord de la liga. Además, el City empató el récord inglés de todos los tiempos establecido por los Wolves en 1959 de nueve victorias consecutivas en la liga local anotando tres o más goles. En la clasificación de la liga, los de Pep mantuvieron su segundo lugar con 23 puntos, solo uno detrás de los líderes sorpresa Arsenal y ya tres por delante de los Spurs en tercer lugar.
El 11 de octubre el club clasificó matemáticamente por décima temporada consecutiva a los octavos de final de la UCL, tras empatar tanto el City por 0-0 con Copenhague como Borussia Dortmund por 1-1 con Sevilla. 5 días después el City sufriría su primera derrota de la temporada en liga, tras caer por 1-0 ante el Liverpool en Anfield. Aquel mes se cerraría con victorias ante Brighton y Leicester City y la clasificación a octavos de Champions como primeros de grupo tras un empate sin goles con el Dortmund.
Noviembre inició con el triunfo por 3-1 ante Sevilla en el Etihad en la última jornada de la fase de grupos de la UCL, y le siguió el triunfo ante Fulham por 2-1 con un gol de penalti de Haaland a los 95 minutos de juego. Justo antes del descanso de mitad de temporada por la Copa del Mundo Catar 2022, los cityzen cayeron por 1-2 en casa ante Brentford, con un heroico Ivan Toney anotando el gol del triunfo a los 98 minutos. El City terminó la primera parte de la temporada en segundo lugar en la liga, a cinco puntos por detrás del Arsenal y a dos puntos por delante del Newcastle, pero con un juego más que las urracas. También obtuvieron su pase a la cuarta ronda de la EFL Cup tras vencer al Chelsea por 2-0. El club anunció el 23 de noviembre que Pep Guardiola había firmado un nuevo contrato para permanecer como entrenador durante dos años adicionales hasta el verano de 2025.
En su primer partido tras el Mundial el 22 de diciembre, el City venció al Liverpool por primera vez en dos temporadas con una entretenida victoria por 3-2 en la cuarta ronda de la EFL Cup, eliminando así a los campeones actuales y calificando para los cuartos de final. Otra exhibición de Haaland en la victoria 3-1 ante Leeds lo llevó a sumar 20 goles en liga en la temporada, y logró convertirse en el jugador más rápido desde la formación de la Premier League en alcanzar este hito (después de solo 14 apariciones). Diciembre se cerraría con un sorpresivo empate ante Everton por 1-1.
Enero comenzaría con altibajos para el Manchester City. Tras las victorias ante Chelsea por liga y FA Cup, el club caería eliminado de la EFL Cup tras perder 2-0 con Southampton, y seguido a ello perderían el Derbi de Manchester al caer 2-1 en Old Trafford con un polémico gol donde los fanáticos del City consideraron que debió anularse por fuera de juego. Tras esto, el City se ponía al día y vencía 4-2 a los Spurs el 19 de enero, tras remontar un 0-2 en contra. Haaland anotó su cuarto triplete de la temporada en la victoria 3-0 sobre los Wolves el 22 de enero. El equipo celeste cerró el mes asegurando su pase a octavos de final de la FA Cup tras vencer al Arsenal por 1-0. Mientras tanto, el último día del mercado de pases de invierno se anunciaría el préstamo de Cancelo al Bayern Múnich, con el presunto rumor de que este había deteriorado su relación con Pep Guardiola desde su regreso de la Copa del Mundo.
El 6 de febrero, la Premier League anunció que, después de una investigación de cuatro años, acusaban al Manchester City por cometer más de 100 infracciones de las normas financieras, remitiendo al club a una comisión independiente por infracciones realizadas entre 2009 y 2018. El City también fue acusado de no cooperar con la investigación. Los castigos que la comisión podría imponer van desde multas hasta deducción de puntos y / o expulsión de la Premier League.
A pesar de esto, el City volvió a la cima de la liga el 15 de febrero cuando venció a los líderes anteriores, Arsenal, por 3-1 en el Emirates Stadium para liderar la diferencia de goles, aunque sus oponentes ese día todavía tenían un juego pendiente por disputar. Sin embargo, esta ventaja fue breve ya que la inconsistencia del City le costó dos puntos en el siguiente juego ante el Nottingham Forest, ya que los skyblues empataron 1-1 con un tanto al minuto 84 de Chris Wood para los anfitriones; Arsenal ganó su juego pendiente y estiró nuevamente su ventaja a cinco puntos a principios de marzo. En su regreso a la UEFA Champions League, el equipo de Guardiola acabó empatando 1-1 ante el Leipzig en el juego de ida en Alemania.
Haaland anotó su gol número 27 de la temporada de la liga contra Bournemouth el 25 de febrero, y así estableció un nuevo récord en la Premier League del club convirtiéndose en el jugador con más goles anotados en una temporada para el City, batiendo el récord anterior de Sergio Agüero establecido en la campaña 2014/15. El 28 de febrero, el City derrotó al Bristol City por 3-0, avanzando así a los cuartos de final de la FA Cup.
El 14 de marzo, en una noche récord, el City derrotó al RB Leipzig por 7-0 en casa (8-1 global) en el encuentro de vuelta de la Liga de Campeones para avanzar a los cuartos de final de la competencia. Esto equivalía al marcador récord del City en la UCL, pero el partido fue particularmente notable por los cinco goles marcados por Erling Haaland, quien al hacerlo anotó su gol número 39 de la temporada y rompió el récord del club de 94 años de Tommy Johnson. También fue la primera vez que un jugador del City marcó cinco goles en un solo partido continental y rompió el récord de la mayor cantidad de goles continentales anotados en una temporada.
Antes del último descanso internacional de la temporada, los skyblues mostraron una clase magistral ofensiva contra Burnley, registrando una victoria en casa por 6-0 en los cuartos de final de la FA Cup con otro triplete de Haaland. El City enfrentaría al Sheffield United en las semifinales en Wembley.
El City venció convincentemente al Liverpool por 4-1 en casa en una de sus mejores actuaciones de la temporada en la reanudación del fútbol nacional el 1 de abril, a pesar de comenzar perdiendo y de no disponer de Haaland y Foden en su equipo el día del partido. Sin embargo, el Arsenal igualó el resultado más tarde ese día contra Leeds United y se mantuvo siete puntos por delante como líderes de la liga, con solo 10 juegos restantes para que el City pudiera remontar la historia, incluyendo un juego pendiente y un partido en casa contra los líderes.
El 8 de abril, en una victoria por 4-1 como visitante contra Southampton, Erling Haaland llevó su cuenta a 30 goles en la liga, Jack Grealish fue nombrado MOTM con un gol y una asistencia y Kevin De Bruyne proporcionó su asistencia número 100 en la Premier League, convertirse en el quinto jugador en alcanzar este hito y el más rápido en hacerlo. El Arsenal perdió puntos al día siguiente, empatando 2-2 con Liverpool después de haber estado arriba por dos goles. Esto redujo el déficit a 6 puntos con el City teniendo un juego pendiente, teniendo por jugar con sus rivales directos en casa y con una diferencia de goles superior.
El 11 de abril, el Manchester City produjo otra actuación sobresaliente, superando por completo a la defensa del Bayern de Múnich en casa, con una desastrosa actuación de Dayot Upamecano, y lograron una convincente victoria por 3-0 en el partido de ida de cuartos de final de la Champions League. Rodri, Bernardo Silva y Haaland anotaron un gol cada uno, y los skyblues tuvieron múltiples oportunidades de aumentar aún más su ventaja.
En el siguiente encuentro de liga, el City obtendría un contundente triunfo ante Leicester City por 3-1, con un doblete de Gundogan y un tanto de Haaland, que llevó su cuenta de goles en liga a 32, igualando el récord de Mohamed Salah de goles en una temporada de 38 juegos de la Premier League. Al día siguiente, el Arsenal volvió a perder puntos después de mantener una ventaja de dos goles, empatando 2-2 ante West Ham. El déficit ahora era de solo 4 puntos con City teniendo un juego pendiente, por jugar con Arsenal en casa y con una diferencia de goles superior.
El 19 de abril, los skyblues aseguraron un paso seguro a las semifinales de la UCL por tercer año consecutivo después de un empate 1-1 en el Allianz Arena. Haaland falló un penal al final de la primera mitad, pero se remedió al convertir una oportunidad individual de gol al comienzo de la segunda mitad, tras lograr quebrar a Dayot Upamecano. Los cityzen se enfrentarían al Real Madrid en las semifinales, siendo esta la búsqueda de la revancha por lo sucedido el año anterior, donde los gigantes españoles habían ganado dramáticamente 6-5 en total después de un doblete histórico de Rodrygo Goes en menos de 2 minutos en el final del encuentro de vuelta.
Más tarde esa semana, el Arsenal tuvo un dramático juego de liga ante Southampton y empató 3-3 inesperadamente, regresando de un déficit de dos goles. Su ventaja ahora era de cinco puntos, después de haber jugado dos partidos más que el City y teniendo que enfrentarse con ellos en el Etihad en su próximo partido, en lo que se calificó como decisivo de la liga.
El 22 de abril, Riyad Mahrez anotó el primer triplete en Wembley del City, y el primero en una semifinal de la FA Cup desde 1958, para vencer al Sheffield United 3-0 y llegar a su equipo a una 12.ª final de la FA Cup.
El 26 de abril, el City derrotó convincentemente al Arsenal por 4-1 en casa con una exhibición de De Bruyne y un gol y dos asistencias de Haaland, siendo su gol rompedor del récord de goles de la Premier League en una temporada de 38 juegos, y así alejarse a dos puntos de los antiguos líderes de la liga con dos encuentros pendientes, dejando el destino del título de la liga totalmente en manos de los de Manchester con solo siete juegos por disputar.
El 3 de mayo, Haaland se convirtió en el único poseedor del récord de mayor cantidad de goles anotados en la Premier League en una sola temporada, anotando el segundo gol del City en una victoria en casa por 3-0 contra West Ham United. El tercer gol, marcado por Phil Foden, también fue el número 1,000 bajo el reinado de Guardiola como director técnico de los cityzen, logrado en solo 404 partidos. Las victorias ante Fulham y en casa ante Leeds United estiraron la racha ganadora del City en la liga a 10 juegos, y se aseguraron de que probablemente requerirían un máximo de ocho puntos de sus cuatro compromisos restantes para asegurar el título de liga, gracias a una diferencia de goles significativamente mayor que su rival más cercano.
El 9 de mayo, los skyblues aseguraron un empate en el Estadio Santiago Bernabéu en el partido de ida de las semifinales de la Liga de Campeones contra el Real Madrid, con Kevin De Bruyne anotando un importante gol y convirtiéndose en el primer jugador en anotar en distintos partidos de fase eliminatoria de la Liga de Campeones contra el Real Madrid como visitante, habiendo hecho previamente contra Los Blancos en los octavos de final de la Edición 2019/20. El City había controlado gran parte del juego y frustrado a sus rivales en muchos períodos del partido. Sin embargo, ambos porteros tuvieron que hacer excelentes paradas para mantener el marcador competitivo. El resultado extendió la carrera invicta del City a 21 encuentros en todas las competiciones en los últimos tres meses. El 12 de mayo, Haaland fue nombrado Futbolista del año de la FWA, uno de los premios más importantes de la temporada.
El City amplió su racha invicta a 22 partidos y su racha de victorias en la liga a 11 juegos al derrotar al Everton por 3-0 en el Goodison Park el 14 de mayo, con el capitán İlkay Gündoğan anotando un doblete por segundo partido de liga consecutivo. Esta victoria, junto con la derrota en casa del Arsenal ante el Brighton ese mismo día, significó que el City podría convertirse en campeón de liga si ganaba al Chelsea en casa en su próximo partido de liga o si el Arsenal perdía contra el Nottingham Forest en su próximo partido el día anterior. Este último escenario se materializó posteriormente, ya que el Arsenal perdió 0-1 en Nottingham Forest el 20 de mayo, con el Manchester City asegurando su tercer título de liga consecutivo y el quinto en seis años, con tres juegos por jugar.
El 17 de mayo, en una de las mejores actuaciones del club de la era Guardiola, el City derrotó al Real Madrid por 4-0 en casa en el partido de vuelta de las semifinales de la UEFA Champions League con una convincente victoria global por 5-1. Bernardo Silva marcó un doblete en la primera parte y Manuel Akanji y Julián Álvarez ampliaron aún más su ventaja en la segunda parte. Una vez más, los celestes tuvieron muchas ocasiones para marcar más, pero la actuación estelar del portero madridista Thibaut Courtois mantuvo a su equipo en el partido hasta el tercer gol del City. Por lo tanto, el Manchester City avanzó a su segunda final de la Liga de Campeones en tres años, después de haber perdido ante el Chelsea en la final de 2021; se enfrentarían al Inter de Milán en Estambul el 10 de junio de 2023 e intentarían hacerse con su primera Copa de Europa y su primer trofeo europeo desde 1970.
Después de hacerse con el título con tres partidos para el final, el City terminó su campaña liguera con una victoria en casa, un empate fuera de casa y una derrota fuera de casa ante Chelsea, Brighton y Brentford, respectivamente, mientras Guardiola rotaba su plantilla para dar descanso a los jugadores antes de las dos finales.
En los premios de final de temporada, Haaland se convirtió en el primer jugador en ganar los premios al Jugador de la Temporada de la Premier League y al Jugador Joven de la Temporada, así como la Bota de Oro. De Bruyne ganó el premio Playmaker of the Season, mientras que Pep Guardiola ganó los premios Premier League Manager of the Season y LMA Manager of the Year.
El 3 de junio, el City aseguró el doblete de la liga y FA Cup por segunda vez en su historia al vencer a su rival más cercano, el Manchester United, por 2-1 en la primera final de copa del Derbi de Mánchester. İlkay Gündoğan anotó los dos goles para los skyblues, el primero después de solo 12 segundos, lo que lo convierte en el más rápido en la historia de las finales de la FA Cup. Al igual que en el Derbi de liga anterior en Old Trafford, hubo cierta controversia arbitral durante el partido: a saber, el empate de Bruno Fernandes a través de un cuestionable penalti por una mano de Jack Grealish y un penalti no concedido por una falta sobre De Bruyne de Fred, pero estos problemas se volvieron intrascendentes por la victoria de los de Guardiola.
Una semana después, el City venció al Inter por 1-0 en la final de la Liga de Campeones con un gol de Rodri en la segunda mitad y dos paradas brillantes de Ederson en el final del encuentro para asegurar su primer título de UCL y el primer título europeo en 53 años frente a 20,000 fanáticos celestes. Al lograr esta hazaña, se convirtió en el segundo club inglés después del Manchester United FC, el tercer británico (tras el Celtic FC) y el octavo equipo europeo en completar el triplete continental europeo. Además, se convirtió en el vigésimo tercer equipo conseguir el título europeo, mientras que Pep Guardiola logró convertirse en el primer entrenador de la historia del fútbol en obtener 2 tripletes.
4 meses después, durante la celebración del Balón de Oro 2023, el City es nombrado por segundo año consecutivo como el mejor club del mundo, esto según la revista deportiva France Football.
El City gana su cuarta liga consecutiva, la sexta de la era Pep Guardiola, convirtiéndose en el primer equipo inglés en lograrlo.
En la Liga de Campeones caerían en cuartos de final en la tanda de penales frente al Real Madrid, que acabó llevándose el título.
El 10 de agosto de 2024 consigue vencer al Manchester United en la tanda de penales como Campeón de la Community Shield 5 años después.
| - 1892-1899 División 2 (D2) - 1899-1902 División 1 (D1) - 1902-1903 División 2 (D2) - 1903-1909 División 1 (D1) - 1909-1910 División 2 (D2) | - 1910-1926 División 1 (D1) - 1926-1928 División 2 (D2) - 1928-1938 División 1 (D1) - 1938-1947 División 2 (D2) - 1947-1950 División 1 (D1) | - 1950-1951 División 2 (D2) - 1951-1963 División 1 (D1) - 1963-1966 División 2 (D2) - 1966-1983 División 1 (D1) - 1983–1985 División 2 (D2) | - 1985–1987 División 1 (D1) - 1987-1989 División 2 (D2) - 1989–1992 División 1 (D1) - 1992-1996 Premier League (D1) - 1996–1998 División 1 (D2) | - 1998–1999 División 2 (D3) - 1999-2000 División 1 (D2) - 2000-2001 Premier League (D1) - 2001-2002 División 1 (D2) - 2002– Premier League (D1) |

## Símbolos

### Escudo
El actual escudo del equipo fue agregado oficialmente el 3 de julio de 2016 durante el Cityzens Weekend siendo adoptado en la temporada 2016-2017. El nuevo símbolo está inspirado en los escudos clásicos que habían representado a los "citizens" durante su historia. La elección del nuevo diseño fue realizada a través de una encuesta entre los aficionados que acudían al Etihad Stadium, que manifestaron haberlo elegido porque es el más representativo para el club siendo a su vez moderno y original.

«Este club sabe lo importante que es su herencia y se aseguró de consultar a fanes que tuvieran realmente conocimiento sobre los símbolos. Yo estoy agradecido de haber formado parte de ese proceso. Una insignia moderna y auténtica para el club y la ciudad. Personalmente estoy encantado de que por primera vez aparezca la fecha de nacimiento del club. Perfecto para mostrar cuánto tiempo tiene este club y lo lejos que ha llegado» Gary James historiador de fútbol en Manchester, sobre la nueva insignia del equipo.

El mayor cambio es que el diseño es circular, como ha sido en dos de los tres últimos escudos. El escudo es dominado por el azul (94 %) y blanco (68 %). Siendo los dos colores más populares. El escudo posee tres símbolos. La nave de Manchester (85 %) que aparece en los tres escudos anteriores del Club. Los tres ríos (67 %) El Irwell, Medlock e Irk son el alma de la ciudad, y aparecen en dos de las tres insignias anteriores del Club. La rosa roja (60 %) simboliza la herencia histórica del Club y su conexión con Lancashire. Los tres símbolos están contenidos en una versión evolucionada en el escudo actual, que es más grande y cuenta con un plano superior. El escudo se ve tocando el anillo exterior para traer modernidad a toda la insignia y permitir que el escudo sea reconocible como un símbolo.Manchester y City son visibles en la parte de afuera del texto, en un anillo exterior blanco como aparece en la última insignia del Club. Finalmente el año de fundación del Club, 1894, es incluido por primera vez, en recordatorio a la herencia y la constancia del Club.
El escudo que el Manchester City utilizó hasta la temporada 2015-2016 fue adoptado en 1997, como resultado de que el escudo anterior era imposible de registrarlo como marca. El escudo se basa en el escudo de armas de Mánchester y está formado por un águila real. El águila es un antiguo símbolo heráldico de la ciudad de Mánchester. Fue introducida al escudo del club un águila de oro en 1958 (pero ya se ha eliminado), en representación de la creciente industria de aviación. El escudo cuenta con un barco en su mitad inferior que representa el canal de Mánchester y tres franjas blancas diagonales en su mitad inferior que simbolizan los ríos Irwell, Irk y Medlock. Debajo del escudo, lleva una cinta con el lema en latín Superbia in Proelio, 'Orgullo en la batalla'. Por encima del águila real, lleva tres estrellas que son puramente decorativas.
El City ha tenido otros escudos: el primero, presentado en 1970, se basó en los diseños que se habían utilizado en la documentación oficial del club desde mediados de 1960; consistía en una placa circular que utilizaba el mismo escudo actual, dentro de un círculo que llevaba el nombre del club. En 1972, fue cambiado por una variación que sustituyó la parte inferior del escudo por la rosa roja de Lancashire.

## Indumentaria
Los colores del Manchester City para sus partidos disputados como local son el azul cielo y el blanco. Por otra parte, los colores tradicionales para sus partidos como visitante han sido de color marrón o de color rojo y negro. Sin embargo, en los últimos años se han utilizado diversos uniformes con gran variedad de colores. Los orígenes de los colores del uniforme para los partidos de local no están claros, pero hay evidencias de que el City ha jugado de azul desde 1892 o antes. Un informe titulado Famous Football Clubs – Manchester City publicado en los años 1940 indica que West Gordon ha disputado sus primeros partidos con los colores escarlata y negro, mientras que otros informes que datan de 1884 describen el equipo utilizando una indumentaria consistente en camisetas negras que llevan una cruz blanca, que muestra los orígenes del club relacionados con la iglesia de Mánchester. Los colores para los partidos de visitante tradicionalmente desde 1960 han sido el rojo y el negro, sin embargo en los últimos años han sufrido varias modificaciones. Provienen del asistente Malcolm Allison quien creía que la adopción de los colores del AC Milan inspiraría al City a la gloria. Esta teoría de Allison resultó ser correcta, ya que el club consiguió ganar la FA Cup en 1969 y un doblete en la temporada 1969-1970, coronando la Copa de la Liga y la Recopa de Europa.
| Primera | (Ver evolución) | Actual |

### Marcas y patrocinadores
| Periodo       | Proveedor      | Patrocinador   |
| ------------- | -------------- | -------------- |
| 1975-1982     | Umbro          | ninguno        |
| 1982-1984     | Umbro          | Saab           |
| 1984-1987     | Umbro          | Philips        |
| 1987-1997     | Umbro          | Brother        |
| 1997-1999     | Kappa          | Brother        |
| 1999-2002     | Le Coq Sportif | Eidos          |
| 2002-2003     | Le Coq Sportif | First Advice   |
| 2003-2004     | Reebok         | First Advice   |
| 2004-2007     | Reebok         | Thomas Cook    |
| 2007-2009     | Le Coq Sportif | Thomas Cook    |
| 2009-2013     | Umbro          | Etihad Airways |
| 2013-2019     | Nike           | Etihad Airways |
| 2019-presente | Puma           | Etihad Airways |

## Instalaciones

### Estadio

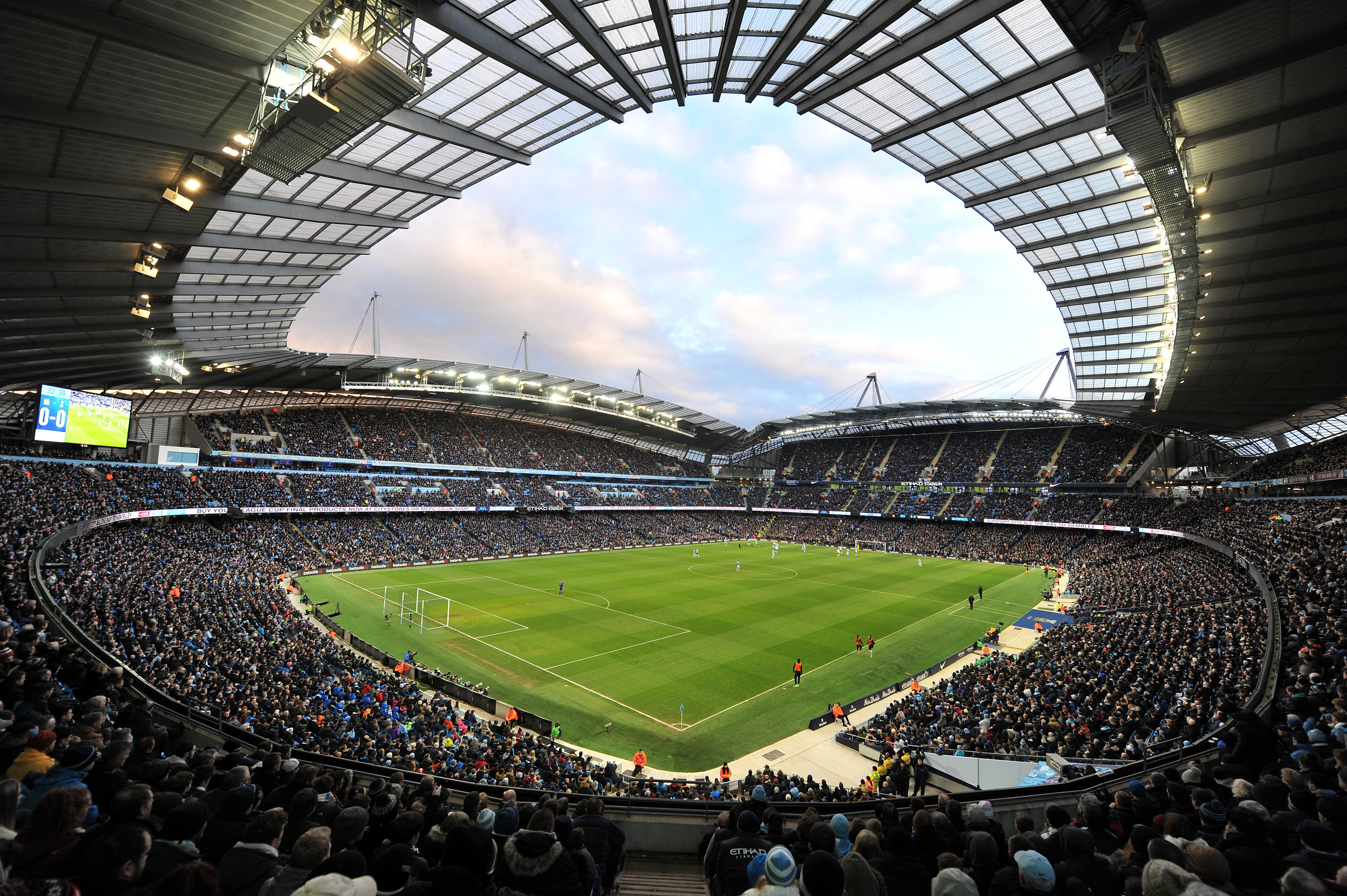
El Etihad Stadium: el hogar del Manchester City desde 2003.

El estadio donde el Manchester City juega sus partidos como local es el Etihad Stadium, llamado así por razones de patrocinio, situado al este de la ciudad, inaugurado durante los Juegos de la Mancomunidad de 2002, y en el que el club juega desde la temporada 2003-04. Cuenta con capacidad para 53 400 personas. Antes de trasladarse al nuevo estadio se acometieron reformas para adaptar el terreno a un campo de fútbol. El partido inaugural del nuevo estadio fue ante el FC Barcelona con victoria para el City por 2-1. Durante el verano de 2011, el club alcanzó un acuerdo con la aerolínea Etihad Airways para que el estadio llevara su nombre.
A lo largo de su historia, el Manchester City ha jugado en otros terrenos. Tras jugar en cinco campos diferentes entre 1880 y 1887, el equipo se marchó a Hyde Road, estadio en el que jugó durante 36 años hasta que en 1920 un incendio destruyó la grada principal. En 1923, el equipo se marcha a un estadio con capacidad para 84 000 personas, Maine Road, que fue calificado por sus diseñadores como el Wembley del Norte. El campo sufrió diferentes remodelaciones para adaptar el aforo a la normativa europea, quedando finalmente en 32 000 espectadores. En él jugó hasta 2003.

### Centro de entrenamiento (City Football Academy)
Conocido simplemente como Academy Stadium, es el nuevo centro de entrenamiento del Manchester City. Fue inaugurado el 8 de diciembre de 2014, con un costo de construcción de unos £200 millones. El edificio de 3700 metros cuadrados alberga a más de 200 empleados del club y cuenta con instalaciones para los medios de comunicación, como un auditorio para conferencias de prensa con capacidad para 120 personas y una pared acristalada con vistas al terreno de juego del estadio, sala de juntas, oficinas y espacio comercial. Además cuenta con una capacidad para 7000 espectadores. En la planta baja de las instalaciones hay 16 vestuarios, un gimnasio de entrenamiento de última generación y espacios para fisioterapia e hidroterapia. El estadio esta destinado al desarrollo físico e intelectual de deportistas profesionales de élite como a más de 400 jugadores jóvenes a la vez, tanto a jóvenes promesas y jóvenes locales que estudian en las escuelas que forman parte del complejo de edificios y campos. Es utilizado por el equipo juvenil, el equipo sénior de la academia masculina y también por el Manchester City Women's Football Club.

## Datos del club

### Denominaciones
A lo largo de su historia, el club ha visto como su denominación variaba por diversas circunstancias hasta la actual de Manchester City Football Club, vigente desde 1894. El club se fundó bajo el nombre oficial de «St. Mark's (West Gorton)», pero su nombre ha sido modificado por un motivo u otro.
A continuación se listan las distintas denominaciones de las que ha dispuesto el club a lo largo de su historia:
- St. Mark's (West Gorton) (1880-1886) Nombre fundacional del club.
- Ardwick Association Football Club (1887-1894)
- Manchester City Football Club (1894-actualidad)

### Récords del club
- Mayor goleada en Liga:
  - 11-3 al Lincoln City (23 de marzo de 1895).
  - 10-0 al Darwen (18 de febrero de 1899).
- Mayor goleada en la FA Cup:
  - 12-0 al Liverpool Stanley (4 de octubre de 1890).
- Mayor derrota en Liga:
  - 0-8 del Burton Wanderers (26 de diciembre de 1894).
  - 0-8 del Wolverhampton Wanderers (23 de diciembre de 1933).
  - 1-9 del Everton (3 de septiembre de 1906).
  - 2-10 del Small Heath (17 de marzo de 1893).
- Mayor derrota en la FA Cup:
  - 0-6 del Preston North End (30 de enero de 1897).
  - 2-8 del Bradford Park Avenue (30 de enero de 1946).
- Mayor número de victorias en una temporada en Liga: 32, (Premier League 2017-18 y 2018-19) (Récord de victorias de Premier League).
- Mayor número de victorias consecutivas en Liga: 18,(26 de agosto de 2017 - 27 de diciembre de 2017) (Récord de victorias del fútbol inglés).
- Mayor número de puntos en una temporada en Liga: 100, (Premier League 2017-18) (Récord de puntuación en Premier League).
- Mayor número de goles anotados en una temporada en Liga: 106, (Premier League 2017-18) (Récord de goles anotados en Premier League).
- Mayor número de aficionados en casa: 84 569 el (3 de marzo de 1934) contra el Stoke City. (Tiene el récord de ser la afluencia de público más alta en el fútbol inglés).
- Jugador con más partidos en Liga: 561 + 3 sup, de Alan Oakes entre 1958-1976.
- Jugador con más partidos en todas las competiciones: 676 + 4 sup, de Alan Oakes entre 1958-1976.
- Jugador con mayor número de goles marcados: 260, Sergio Agüero entre 2011-2021.
- Jugador con mayor número de goles marcados en una temporada: 38, de Tommy Johnson en 1928-1929.
- Jugador con mayor cantidad de títulos ganados en el club: 15 de Sergio Agüero.
- Fichaje más caro: 100 millones de Libras pagó al Aston Villa por Jack Grealish, en agosto de 2021.
- Venta más cara: 54,8 millones de Libras pagó el FC Bayern Múnich por Leroy Sané, en julio de 2020.

## Palmarés
El Manchester City, según el recuento de trofeos es uno de los equipos más exitosos de Inglaterra, totalizando en sus más de ciento treinta y nueve años de historia un total de treinta y seis títulos oficiales nacionales e internacionales, emparejándose en el cuarto lugar de la lista de los equipos más laureados de Inglaterra. En competiciones internacionales posee un título de la Recopa de Europa de la UEFA, un título de la Supercopa de Europa, un título de la Liga de Campeones de la UEFA y otro de la Copa Mundial de Clubes. En competiciones nacionales posee treinta y dos títulos: diez Ligas, siete FA Cup, ocho Copa de la Liga y siete Community Shield.
En la temporada 2018-19 dirigido por Pep Guardiola el club se convirtió en el primer equipo en conquistar todos los principales trofeos ingleses disponibles en una sola temporada, ganando no solo la Premier League, FA Cup y Copa de la Liga, sino también el Community Shield, siendo el primer y único equipo inglés en ganar un «Cuadruplete», al ganar todos los títulos oficiales ingleses y el primero en ganar un «Triplete», convirtiéndose en el primer club inglés en lograr tal hazaña.
En la temporada 2022-23 se transforma en segundo equipo inglés en obtener el triplete, ganando la Premier League, la FA Cup y la Liga de Campeones de la UEFA, para posteriormente conseguir el quintuplete al ganar la Supercopa de Europa y la Copa Mundial de Clubes en la misma temporada. Adicionalmente es el primer club en toda la historia del fútbol inglés en conseguir 4 títulos consecutivos de liga. (Tanto en Football League First Division y desde 1992 Premier League -2020-21, 2021-22, 2022-23 y 2023-24-)
Nota: en negrita competiciones vigentes en la actualidad. Indicado el récord compartido del torneo 

### Torneos nacionales (32)
| Competiciones nacionales | Títulos                                                                                   | Subcampeonatos                                                 |
| ------------------------ | ----------------------------------------------------------------------------------------- | -------------------------------------------------------------- |
| Primera División (10/6)  | 1936-37, 1967-68, 2011-12, 2013-14, 2017-18, 2018-19, 2020-21, 2021-22, 2022-23, 2023-24. | 1903-04, 1920-21, 1976-77, 2012-13, 2014-15, 2019-20.          |
| FA Cup (7/7)             | 1903-04, 1933-34, 1955-56, 1968-69, 2010-11, 2018-19, 2022-23.                            | 1925-26, 1932-33, 1954-55, 1980-81, 2012-13, 2023-24, 2024-25. |
| Copa de la Liga (8/1)    | 1969-70, 1975-76, 2013-14, 2015-16, 2017-18, 2018-19, 2019-20, 2020-21.                   | 1973-74.                                                       |
| Community Shield (7/9)   | 1937, 1968, 1972, 2012, 2018, 2019, 2024.                                                 | 1934, 1956, 1969, 1973, 2011, 2014, 2021, 2022, 2023.          |
| Full Members Cup (0/1)   |                                                                                           | 1985-86.                                                       |
|                          |                                                                                           |                                                                |
| Segunda División (7/4)   | 1898-99, 1902-03, 1909-10, 1927-28, 1946-47, 1965-66, 2001-02.                            | 1895-96, 1950-51, 1988-89, 1999-00.                            |

### Torneos internacionales (4)
| Competiciones internacionales | Títulos  | Subcampeonatos |
| ----------------------------- | -------- | -------------- |
| Copa Mundial de Clubes (1/0)  | 2023.    |                |
| Liga de Campeones (1/1)       | 2022-23. | 2020-21.       |
| Supercopa de Europa (1/0)     | 2023.    |                |
| Recopa de Europa (1/0)        | 1969-70. |                |

### Reconocimientos internacionales
| Distinción             | Año   |       |
| ---------------------- | ----- | ----- |
| Club del año IFFHS (1) | 2023. | 2023. |

### Palmarés total
| Manchester City F.C.                                                           | 10 | 7 | 8 | 7 | 1 | 1 | 1 | 1 | 36 |
| Datos actualizados a la consecución del último título el 10 de agosto de 2024. |    |   |   |   |   |   |   |   |    |

### Quintupletes
- 2023: Liga, Copa, Liga de Campeones de la UEFA, Supercopa de la UEFA y Copa Mundial de Clubes.

### Cuadrupletes
- 2018-2019: Liga, Copa, Copa de la Liga y Community Shield.

### Tripletes
- 2018-2019: Liga, Copa y Copa de la Liga.
- 2022-2023: Liga, Copa y Liga de Campeones de la UEFA.

### Dobletes
- 1969-1970: Recopa de Europa y Copa de la Liga.
- 2013-2014: Liga y Copa de la Liga.
- 2017-2018: Liga y Copa de la Liga.
- 2020-2021: Liga y Copa de la Liga.

## Jugadores

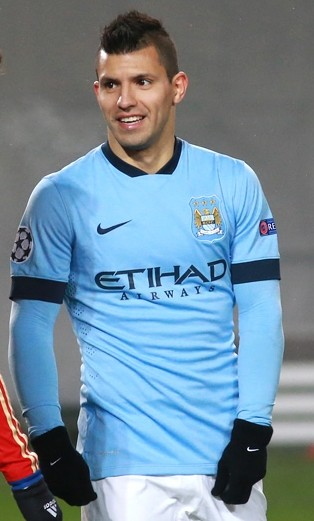
Sergio Agüero, máximo goleador del club.

### Registros
Nota: Activos en la Institución.
| Goleadores | Goleadores       | Goleadores |     | Presencias      | Presencias | Presencias |
| ---------- | ---------------- | ---------- | --- | --------------- | ---------- | ---------- |
| 1.         | Sergio Agüero    | 260        | 1.  | Alan Oakes      | 680        |            |
| 2.         | Eric Brook       | 177        | 2.  | Joe Corrigan    | 603        |            |
| 3.         | Tommy Johnson    | 166        | 3.  | Mike Doyle      | 570        |            |
| 4.         | Colin Bell       | 153        | 3.  | Bert Trautmann  | 545        |            |
| 5.         | Joe Hayes        | 152        | 5.  | Colin Bell      | 501        |            |
| 6.         | Billy Meredith   | 152        | 6.  | Eric Brook      | 493        |            |
| 7.         | Francis Lee      | 148        | 7.  | Tommy Booth     | 491        |            |
| 8.         | Tommy Browell    | 139        | 8.  | Mike Summerbee  | 451        |            |
| 9.         | Fred Tilson      | 132        | 9.  | Paul Power      | 445        |            |
| 10.        | Billie Gillespie | 132        | 10. | David Silva     | 436        |            |
| 11.        | Raheem Sterling  | 131        | 11. | Willie Donachie | 436        |            |
| 12.        | Erling Haaland   | 126        | 12. | Kevin De Bruyne | 422        |            |
| 13.        | Alec Herd        | 126        | 13. | Neil Young      | 416        |            |
| 14.        | Horace Barnes    | 125        | 14. | Ernie Toseland  | 411        |            |
| 15.        | Frank Roberts    | 124        | 15. | Sam Cowan       | 407        |            |

### Plantilla 2025-26
- Según normativa UEFA, cada club solo puede tener en plantilla un máximo de tres jugadores extracomunitarios, que ocupen plaza de extranjero, mientras que un canterano debe permanecer al menos tres años en edad formativa en el club (15-21 años) para ser considerado como tal.

### Transferencias 2025-26
| Altas                | Altas         | Altas                      | Altas    | Altas       |
| Jugador              | Posición      | Procedencia                | Tipo     | Coste       |
| -------------------- | ------------- | -------------------------- | -------- | ----------- |
| Marcus Bettinelli    | Portero       | Chelsea FC                 | Traspaso | €2.400.000  |
| James Trafford       | Portero       | Burnley FC                 | Traspaso | €31.200.000 |
| Gianluigi Donnarumma | Portero       | Paris Saint-Germain F. C.  | Traspaso | ?           |
| Rayan Aït-Nouri      | Defensa       | Wolverhampton Wanderers FC | Traspaso | €36.800.000 |
| Tijjani Reijnders    | Mediocampista | AC Milan                   | Traspaso | €55.000.000 |
| Sverre Nypan         | Mediocampista | Rosenborg BK               | Traspaso | €15.000.000 |
| Rayan Cherki         | Delantero     | Olympique de Lyon          | Traspaso | €36.500.000 |

| Bajas           | Bajas         | Bajas                | Bajas    | Bajas       |
| Jugador         | Posición      | Destino              | Tipo     | Coste       |
| --------------- | ------------- | -------------------- | -------- | ----------- |
| Scott Carson    | Portero       |                      | Libre    |             |
| Juma Bah        | Defensa       | OGC Niza             | Cesión   |             |
| Vitor Reis      | Defensa       | Girona FC            | Cesión   |             |
| Kyle Walker     | Defensa       | Burnley FC           | Traspaso | €6.000.000  |
| Kevin De Bruyne | Mediocampista | SSC Napoli           | Libre    |             |
| Máximo Perrone  | Mediocampista | Como 1907            | Traspaso | €13.000.000 |
| Yan Couto       | Mediocampista | Borussia Dortmund    | Traspaso | €20.000.000 |
| James McAtee    | Mediocampista | Nottingham Forest FC | Traspaso | €23.110.000 |
| Jack Grealish   | Delantero     | Everton FC           | Cesión   |             |

|  |

### Homenajes
| Dorsal | Futbolista      | Posición      | Período   |
| ------ | --------------- | ------------- | --------- |
| 23     | Marc-Vivien Foé | Mediocampista | 2002–2003 |

## Entrenadores

Pep Guardiola, entrenador del primer equipo desde 2016.

Pep Guardiola es el actual técnico del primer equipo. Guardiola, fue nombrado entrenador tras la salida de Manuel Pellegrini el 3 de julio de 2016.
Desde su creación en 1880 como Ardwick Association Football Club, el club ha tenido más de 40 entrenadores. El primer entrenador que tuvo el club fue Frederick Hopkinson, que dirigió al equipo en 1880. Wilf Wild ostenta el récord de longevidad al haber permanecido en el cargo por 14 años y 9 meses, entre 1932 a 1946 respectivamente. Sin embargo, como el mandato de Wild abarcó toda la Segunda Guerra Mundial, en la que no se jugó ningún tipo de competición, no es el entrenador con más partidos al frente del equipo. Les McDowall, que estuvo en el cargo de 1950 a 1963, un periodo de 13 años, fue quien dirigió al club durante más partidos por competición, un total de 592 partidos, nada menos que 240 partidos más que Wild, que es el segundo que más partidos dirigió. El entrenador más exitoso del Manchester City es el actual técnico del club, Pep Guardiola, que ha ganado dieciséis trofeos en ocho años, de 2016 a la actualidad.
Durante mucho tiempo, el club sólo tuvo entrenadores británicos. En 2007, el sueco Sven-Göran Eriksson se convirtió en el primer entrenador del Manchester City procedente de fuera del Reino Unido. Las nacionalidades principales de los entrenadores no ingleses han sido la escocesa (6 técnicos), sueca (1 técnico), italiana (1 técnico), galesa (1 técnico), chilena (1 técnico) y española (1 técnico).
| - 1880-1882 Frederick Hopkinson - 1882-1884 Jack MCGee - 1884-1887 Edward Kitchen - 1887-1889 Walter Chew - 1889-1893 Lawrence Furniss - 1893-1895 Joshua Parlby - 1895-1902 Sam Omerod - 1902-1906 Tom Maley - 1906-1912 Harry Newbould - 1912-1924 Ernest Mangnall - 1924-1925 David Ashworth - 1925-1926 Albert Alexander - 1926-1932 Peter Hodge - 1932-1946 Wilf Wild - 1946-1947 Sam Cowan - 1947 Wilf Wild - 1947-1950 Jock Thomson - 1950-1963 Les McDowall - 1963-1965 George Poyser - 1965-1971 Joe Mercer - 1971-1973 Malcolm Allison - 1973 Johnny Hart - 1973 Tony Book - 1973-1974 Ron Saunders - 1974-1979 Tony Book - 1979-1980 Malcolm Allison | - 1980 Tony Book - 1980-1983 John Bond - 1983 John Benson - 1983-1986 Billy McNeill - 1986-1987 Jimmy Frizzell - 1987-1989 Mel Machin - 1989 Tony Book - 1989-1990 Howard Kendall - 1990-1993 Peter Reid - 1993 Tony Book - 1993-1995 Brian Horton - 1995-1996 Alan Ball - 1996 Asa Hartford - 1996 Steve Coppell - 1996 Phil Neal - 1996-1998 Frank Clark - 1998-2001 Joe Royle - 2001-2005 Kevin Keegan - 2005-2007 Stuart Pearce - 2007-2008 Sven-Göran Eriksson - 2008-2009 Mark Hughes - 2009-2013 Roberto Mancini - 2013 Brian Kidd - 2013-2016 Manuel Pellegrini - 2016-presente Josep Guardiola |

### Entrenadores más exitosos del Manchester City
| Nombre            | Liga | FA | CL | CS | UEFA/FIFA | Total |
| ----------------- | ---- | -- | -- | -- | --------- | ----- |
| Pep Guardiola     | 6    | 2  | 4  | 3  | 3         | 18    |
| Joe Mercer        | 1    | 1  | 1  | 1  | 1         | 5     |
| Manuel Pellegrini | 1    | 0  | 2  | 0  | 0         | 3     |
| Roberto Mancini   | 1    | 1  | 0  | 1  | 0         | 3     |
| Wilf Wild         | 1    | 1  | 0  | 1  | 0         | 3     |
| Les McDowall      | 0    | 1  | 0  | 0  | 0         | 1     |
| Tom Maley         | 0    | 1  | 0  | 0  | 0         | 1     |
| Tony Book         | 0    | 0  | 1  | 0  | 0         | 1     |
| Malcolm Allison   | 0    | 0  | 0  | 1  | 0         | 1     |
| Total             | 10   | 7  | 8  | 7  | 4         | 36    |

## Estructura del club

### Propiedad y finanzas

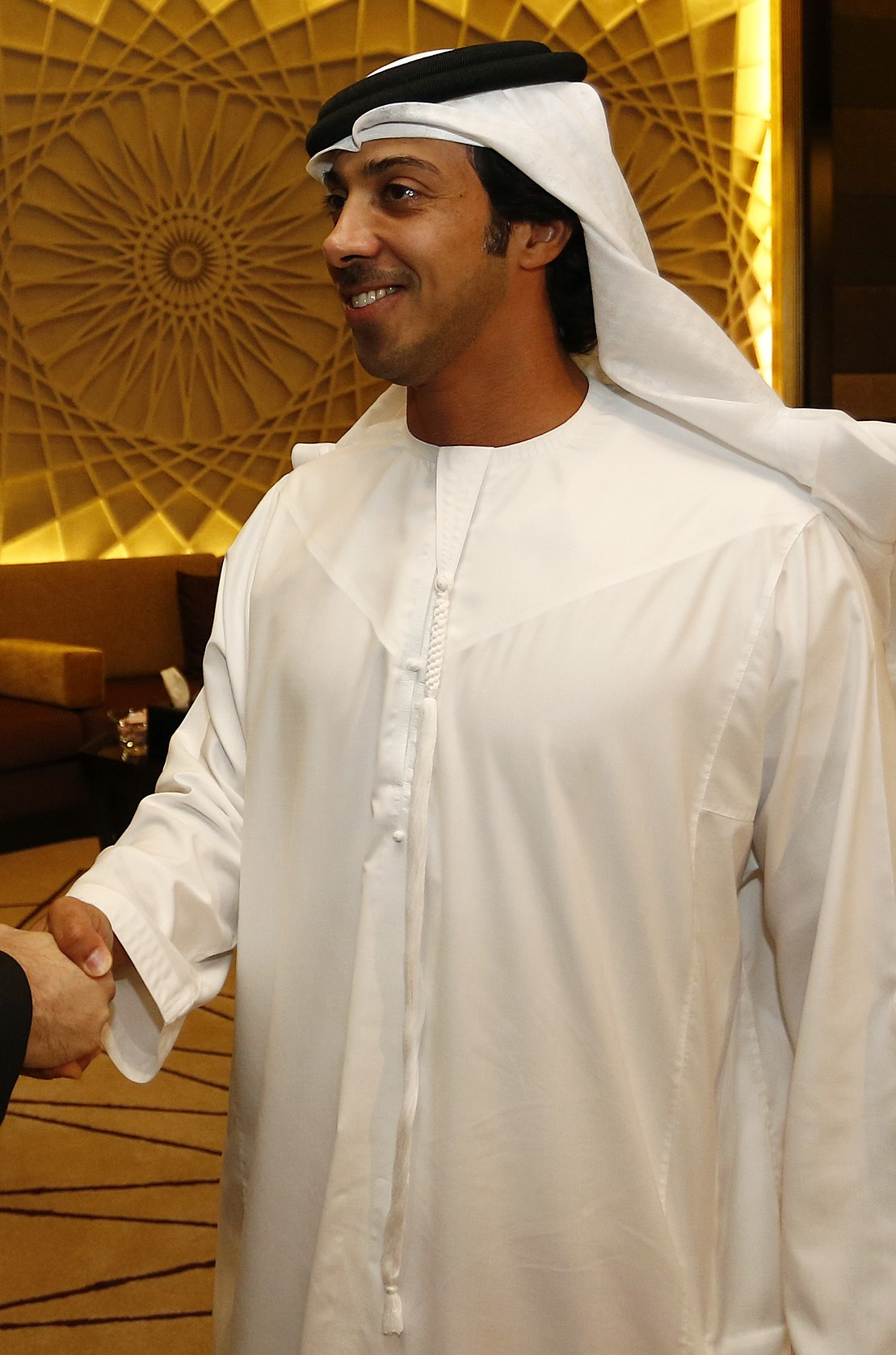
Mansour bin Zayed Al-Nahyan, propietario del Manchester City.

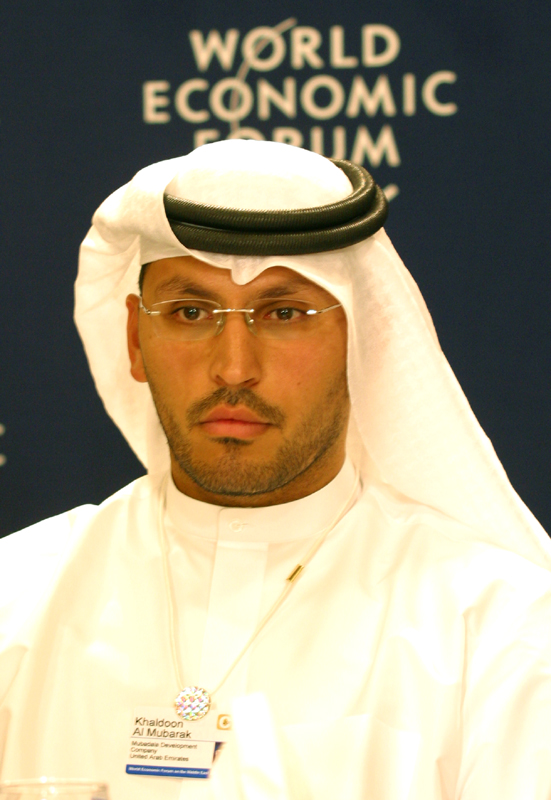
Khaldoon Al Mubarak, presidente del Manchester City.

El holding del Manchester City F. C., Manchester City Limited, es una sociedad de responsabilidad limitada, con aproximadamente 54 millones de acciones emitidas. El club ha estado en manos privadas desde 2007, cuando los principales accionistas acordaron vender sus participaciones a UK Sports Investments Limited (UKSIL), una empresa controlada por el ex primer ministro de Tailandia Thaksin Shinawatra. UKSIL luego hizo una oferta formal para comprar las acciones en poder de varios miles de pequeños accionistas.
Antes de la adquisición de Thaksin, el club cotizaba en el mercado de valores independiente especializado PLUS (anteriormente OFEX), donde cotizaba desde 1995. El 6 de julio de 2007, tras haber adquirido el 75% de las acciones, Thaksin dejó de cotizar el club y lo volvió a registrar como una empresa privada. En agosto, UKSIL había adquirido más del 90% de las acciones y había ejercido sus derechos en virtud de la Ley de sociedades para "exprimir" a los accionistas restantes y adquirir la totalidad de las acciones. Thaksin Shinawatra fue elegido presidente del club y dos de los hijos de Thaksin, Pintongta y Oak Chinnawat también se convirtieron en directores. El expresidente John Wardle permaneció en la junta durante un año, pero renunció en julio de 2008 después de que el ejecutivo de Nike Garry Cook fuera nombrado como presidente ejecutivo en mayo. El club tuvo una pérdida antes de impuestos de 11 millones de libras esterlinas en el año que finalizó el 31 de mayo de 2007, el último año para el que las cuentas se publicaron como una empresa pública.
La compra de Thaksin provocó un período de gastos de transferencia en el club, gastando alrededor de £ 30 millones, mientras que en las temporadas anteriores el gasto neto había estado entre los más bajos de la división. Un año después, esta inversión se vio eclipsada por sumas mayores. El 1 de septiembre de 2008, Abu Dhabi United Group Investment and Development Limited, con sede en Abu Dhabi, completó una adquisición de Manchester City. El acuerdo, valorado en 200 millones de libras esterlinas, se anunció la mañana del 1 de septiembre. Desató varios rumores y ofertas del "día límite" de traspasos, como el intento del club de ignorar la prolongada oferta del Manchester United de fichar a Dimitar Berbatov de Tottenham Hotspur por una tarifa superior a £ 30 millones. Minutos antes de que se cerrara la ventana de transferencia, el club fichó a Robinho del Real Madrid por una tarifa de transferencia récord británica de £ 32,5 millones. La riqueza de los nuevos propietarios significó que en el verano de 2009, el club pueda financiar la compra de varios jugadores internacionales experimentados antes de la nueva temporada, gastando más que cualquier otro club en la Premier League.

### Fair Play Financiero
Debido a la alta cantidad de dinero invertida en fichajes desde la llegada de Al-Nahyan como dueño del equipo; la UEFA decidió investigar las fuentes de financiación del Manchester City entre los años 2012 y 2016, ya que se presumía que podrían estar faltando al Fair Play Financiero. La UEFA estudió los patrocinios que recibió el club inglés durante esos años y descubrió que las cuentas habían sido infladas para cumplir con la normativa impuesta por el órgano continental para que los clubes no gasten más de lo que pueden generar en ganancias, evitando que entren en crisis que les implicarían pagar millonarias multas, además de sanciones para jugar torneos internacionales de carácter oficial.
La UEFA decidió castigar al equipo inglés sin poder participar en competición europea durante las temporadas 2020-21 y 2021-22. El Manchester City apeló la sanción al Tribunal de Arbitraje Deportivo (TAS) para evitar perderse la competición más importante de la temporada y evitar que sus estrellas buscaran nuevo destino.
El TAS falló el 13 de junio de 2020 a favor del City, retirándole la sanción impuesta por la UEFA y otorgándole vía libre para competir sin problemas en las competiciones europeas como Champions League y Europa League. En cuanto a la sanción económica, de 30 millones de euros de multa que le había impuesto la UEFA, quedó reducida a 10 millones. Esta decisión tuvo voces de rechazo por parte de los entrenadores Jürgen Klopp del Liverpool y José Mourinho del Tottenham.

### Funcionarios del club
| Miembros                    | Notas                                             |
| --------------------------- | ------------------------------------------------- |
| Mansour bin Zayed Al-Nahyan | Propietario                                       |
| Khaldoon Al Mubarak         | Presidente                                        |
| Ruigang Li                  | Director                                          |
| Ferran Soriano              | Consejero delegado                                |
| Rodolfo Borrell             | Director técnico global de la City Football Group |
| Mohamed Al Mazrouei         | Director no ejecutivo                             |
| Simon Pearce                | Director no ejecutivo                             |
| John Macbeath               | Director no ejecutivo                             |
| Marty Edelman               | Director no ejecutivo                             |
| Alberto Galassi             | Director no ejecutivo                             |
| Brian Marwood               | Director gerente de la City Football Academy      |
| Tom Glick                   | Director de operaciones y comercial               |
| John Williams               | Administrador de la oficina de fútbol             |

| Miembros             | Notas                  |
| -------------------- | ---------------------- |
| Txiki Begiristain    | Director deportivo     |
| Josep Guardiola      | Entrenador             |
| Manel Estiarte       | Jefe de asistentes     |
| Rodolfo Borrell      | Entrenador asistente   |
| Carlos Vicens        | Entrenador asistente   |
| Xabier Mancisidor    | Entrenador de porteros |
| Richard Wright       | Entrenador de porteros |
| Lorenzo Buenaventura | Preparador físico      |

### City Football Group
Creado en la temporada 2013-14 para gestionar los intereses futbolísticas globales de Abu Dhabi United Group, el City Football Group (CFG) es una corporación paraguas que posee participaciones en una red de clubes globales con el propósito de compartir recursos, redes de academia y marketing. A través del City Football Group, El Manchester City posee participaciones en una serie de clubes.
- Melbourne City Football Club (2014-presente): El 23 de enero de 2014 se anunció que el Manchester City se había asociado con el equipo de la liga de rugby australiana Melbourne Storm para hacerse cargo del equipo Melbourne Heart FC que juega en la A-League. El 5 de agosto de 2015 adquirió la propiedad total del equipo.
- Yokohama Marinos (2014-presente): El 20 de mayo de 2014 se anunció que el Manchester City se había asociado con la empresa automotriz japonesa Nissan para convertirse en un accionista minoritario del Yokohama Marinos de la J1 League.
- New York City FC (2015-presente): El 21 de mayo de 2013 se anunció que el Manchester City se había asociado con el equipo de béisbol americano New York Yankees para crear un equipo de fútbol que jugara en la Major League Soccer. El equipo empezó a jugar en la temporada 2015.
- Montevideo City Torque (2017-presente): El 5 de abril de 2017, se anunció que había adquirido el Club Atlético Torque, un club de Uruguay que posteriormente fue renombrado a Montevideo City Torque. Actualmente está jugando en la Primera División.
- Girona Fútbol Club (2017-presente): El 23 de agosto de 2017 se anunció que había adquirido el 44,3 % del equipo de fútbol Girona. Otro 44,3 % está a cargo del Girona Football Group, liderado por Pere Guardiola, hermano del entrenador, Pep Guardiola.
- Sichuan Jiuniu F.C. (2019-presente): El 20 de febrero de 2019, se anunció que el City Football Group, así como UBTECH y China Sports Capital habían adquirido Sichuan Jiuniu F.C.
- Mumbai City FC (2019-presente): El 28 de noviembre de 2019 se anunció que se convertía en accionista mayoritario de Mumbai City FC después de adquirir el 65 % del club. Mumbai City FC es un club de fútbol con sede en Mumbai, que compite en la Superliga de India.
- Lommel S.K. (2020-presente): El 11 de mayo de 2020 se anunció que el City Football Group había adquirido la mayoría de las acciones del club Lommel S.K. club belga que compite en la Segunda División de Bélgica.
- Troyes AC (2020-presente): El 3 de septiembre de 2020 se anunció que habían comprado las acciones del Troyes AC al antiguo propietario del club Daniel Masoni convirtiéndose en los accionistas mayoritarios del club. El equipo compite en la Ligue 1.
- Palermo F. C. (2022-presente): El 4 de julio de 2022 se anunció que el City Football Group habían adquirido una participación mayoritaria del 80% del club italiano Palermo F. C. que milita en la Serie B.

#### Uso compartido de recursos
- Hyde FC (2011-presente): Buscando un estadio que sustituyera el Manchester Regional Athletics Arena. El Manchester City firmó un acuerdo con Hyde FC para utilizar su estadio para el filial. La asociación siguió con un cambio de nombre de Hyde United a Hyde FC y un kit de patrocinio lucrativo del Manchester City por un importe que salvó al club de la bancarrota. El City también acordó pagar 250 000 € (el doble de la deuda del club) para renovar el estadio.

#### Socios
- Asociación de Fútbol de Ghana (2013-presente): El Manchester City tiene un acuerdo con la Asociación de Fútbol de Ghana por el que cada temporada intercambiaran sus respectivos conocimientos técnicos en la formación de jugadores.
- Wilmington Hammerheads (2015-2016): Como condición para su existencia en la MLS, el New York City FC junto con todos los clubes de la MLS se espera que se afilie o posea un club en la segunda división del fútbol estadounidense. En lugar de optar por campo propio para su equipo B, NYCFC firmó un acuerdo de afiliación con Wilmington Hammerheads de Carolina del Norte. La afiliación se extendió para la temporada 2016, y terminó cuando los Hammerheads bajaron a la Liga de Desarrollo Premier aficionada el 29 de septiembre de 2016.
- Long Island Rough Riders (2016-presente): El New York City FC firmó un acuerdo de asociación con Long Island Rough Riders de la Premier Development League en abril de 2016.
- San Antonio Football Club (2017-presente): El New York City FC firmó un acuerdo de afiliación con San Antonio FC de Texas en 2017, en sustitución de su anterior asociación con el Wilmington Hammerheads. Su asociación implica una estrecha cooperación en la formación y el reconocimiento de los jugadores, así como un compromiso obligatorio de ceder al menos cuatro jugadores.
- Atlético Venezuela Club de Fútbol (2017-presente): El Manchester City firmó un acuerdo de colaboración con el Atlético de Venezuela de la Primera División Venezolana en abril de 2017. El acuerdo permitirá a ambas partes compartir datos de exploración y también incluyó la administración de ropa de entrenamiento.
- Club Bolívar (2021-presente): El Manchester City firmó un acuerdo de colaboración con el Club Bolívar de la Primera División de Bolivia en enero de 2021. Este nuevo acuerdo brindará al equipo boliviano datos e información confidencial propiedad del grupo, que incluye herramientas y tableros clave con el objetivo de potenciar el rendimiento de sus equipos y jugadores.

#### Academias de ultramar y desarrollo de la juventud
- Right to Dream Academy (2000-presente): El Manchester City tiene una asociación con el Right to Dream Academy que les permite escoger a los mejores jugadores de la academia. Han circulado rumores de que el City había comprado la academia aunque nunca ha sido confirmado.

#### Intercambio de jugadores
Siguiendo la tendencia de otros grandes clubes ingleses, el Manchester City tiene una serie de acuerdos con clubes a los que pueden ceder jugadores jóvenes de países no pertenecientes a la UE que de otro modo tendrían que cumplir cinco años de residencia en el Reino Unido para obtener un pasaporte de la UE otorgándoles la posibilidad de jugar en Inglaterra, sin necesidad de un permiso de trabajo.
- NAC Breda (2016-presente)

## Estadísticas en competiciones internacionales
El Manchester City ha participado en múltiples ocasiones en competiciones de la Unión de Federaciones Europeas de Fútbol (UEFA). Además es uno de los trece clubes del fútbol inglés que han ganado títulos europeos, en el caso del City la Recopa de Europa 1969-70, la Liga de Campeones 2022-23, la Supercopa de la UEFA 2023 y la Copa Mundial de Clubes 2023.
La primera participación del club en competiciones europeas se produjo en 1968, tras ganar la liga. Sin embargo, la participación duró poco, ya que el equipo sufrió una sorprendente derrota a manos del Fenerbahçe en la primera ronda. La participación en la Recopa de la temporada siguiente fue mucho mejor; el club ganaría la competición, derrotando al Górnik Zabrze por 2-1 en la final. El equipo llegaría hasta las semifinales de la misma competición del año siguiente, y siguió jugando regularmente en competiciones europeas durante la década de 1970. A partir de entonces, el City entró en declive y no volvió a jugar en Europa hasta 2003, 24 años después. Desde entonces, los Blues se han clasificado para competiciones europeas con regularidad; perdiendo su primera final de la Liga de Campeones ante el Chelsea en 2020-21, y ganando el primer campeonato de su historia en 2022-23.
Actualizado al último partido el 22 de junio de 2025 - Manchester City 6-0 Al Ain.
| Torneo                                 | Temp. | PJ  | PG  | PE | PP | GF  | GC  | Mejor posición   |
| -------------------------------------- | ----- | --- | --- | -- | -- | --- | --- | ---------------- |
| Copa de Europa / UEFA Champions League | 15    | 139 | 77  | 28 | 34 | 294 | 164 | Campeón          |
| Copa de la UEFA / UEFA Europa League   | 8     | 52  | 28  | 13 | 11 | 85  | 52  | Cuartos de final |
| Recopa de Europa                       | 2     | 18  | 11  | 2  | 5  | 32  | 13  | Campeón          |
| Supercopa de la UEFA                   | 1     | 1   | 0   | 1  | 0  | 1   | 1   | Campeón          |
| Copa Mundial de Clubes                 | 2     | 4   | 4   | 0  | 0  | 15  | 0   | Campeón          |
| Total                                  | 28    | 214 | 120 | 44 | 50 | 427 | 230 | 4 títulos        |

### Estadísticas contra equipos por país
Todas las estadísticas son correctas a partir del 17 de abril de 2024. Incluye los partidos de la Liga de Campeones de la UEFA, la Copa de la UEFA/Liga Europa de la UEFA, la Recopa de Europa de la UEFA, la Supercopa de Europa, la Copa Mundial de Clubes y las rondas de clasificación asociadas a cada competición.
| País              | PJ  | PG  | PE | PP | GF  | GC  | DG   | HIS |
| ----------------- | --- | --- | -- | -- | --- | --- | ---- | --- |
| Alemania          | 37  | 23  | 6  | 8  | 83  | 44  | +39  | +15 |
| Austria           | 2   | 2   | 0  | 0  | 5   | 0   | +5   | +2  |
| Bélgica           | 8   | 7   | 0  | 1  | 25  | 6   | +19  | +6  |
| Brasil            | 1   | 1   | 0  | 0  | 4   | 0   | +4   | +1  |
| Chipre            | 2   | 2   | 0  | 0  | 4   | 2   | +2   | +2  |
| Croacia           | 2   | 2   | 0  | 0  | 6   | 1   | +5   | +2  |
| Dinamarca         | 10  | 6   | 2  | 2  | 18  | 8   | +10  | +4  |
| Escocia           | 2   | 0   | 2  | 0  | 4   | 4   | 0    | 0   |
| España            | 32  | 13  | 9  | 10 | 54  | 44  | +10  | +3  |
| Francia           | 14  | 7   | 3  | 4  | 25  | 19  | +6   | +3  |
| Gales             | 2   | 2   | 0  | 0  | 7   | 0   | +7   | +2  |
| Grecia            | 4   | 3   | 1  | 0  | 7   | 0   | +7   | +3  |
| Hungría           | 2   | 2   | 0  | 0  | 3   | 0   | +3   | +2  |
| Inglaterra        | 7   | 1   | 0  | 6  | 5   | 12  | -7   | -5  |
| Irlanda del Norte | 2   | 1   | 0  | 1  | 2   | 2   | 0    | 0   |
| Islas Feroe       | 2   | 2   | 0  | 0  | 4   | 0   | +4   | +2  |
| Italia            | 17  | 7   | 6  | 4  | 27  | 18  | +9   | +3  |
| Japón             | 1   | 1   | 0  | 0  | 3   | 0   | +3   | +1  |
| Países Bajos      | 7   | 4   | 2  | 1  | 15  | 10  | +5   | +3  |
| Polonia           | 10  | 4   | 4  | 2  | 14  | 11  | +3   | +2  |
| Portugal          | 10  | 6   | 3  | 1  | 18  | 5   | +13  | +5  |
| República Checa   | 2   | 2   | 0  | 0  | 7   | 2   | +5   | +2  |
| Rumania           | 4   | 4   | 0  | 0  | 9   | 0   | +9   | +4  |
| Rusia             | 4   | 2   | 1  | 1  | 10  | 7   | +3   | +1  |
| Serbia            | 2   | 2   | 0  | 0  | 6   | 3   | +3   | +2  |
| Suiza             | 4   | 3   | 0  | 1  | 11  | 3   | +8   | +2  |
| Turquía           | 2   | 0   | 1  | 1  | 1   | 2   | -1   | -1  |
| Ucrania           | 10  | 6   | 2  | 2  | 20  | 6   | +14  | +4  |
| 28 países         | 202 | 115 | 42 | 45 | 394 | 207 | +187 | +70 |

## Afición

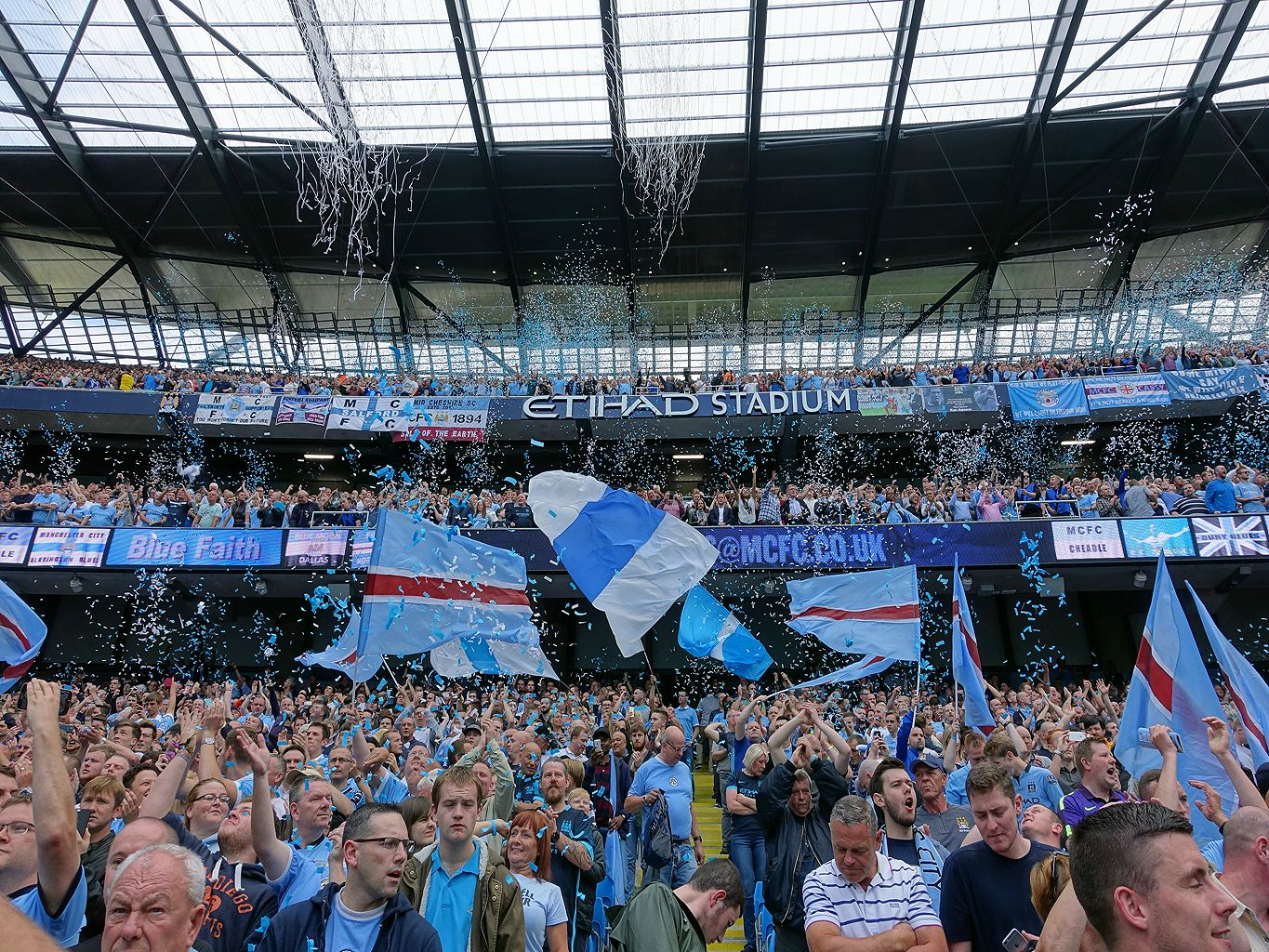
Aficionados del City en el Etihad Stadium.

El Manchester City cuenta con una de las aficiones más fanáticas y apasionadas de Inglaterra. Son popularmente conocidos como los Cityzens, Sky Blues, o, más correctamente, Blues. La prensa suele preferir el apelativo Sky Blue para distinguirlos de otros clubes como el Chelsea, que también usa el mismo sobrenombre; pero los seguidores y los mismos mancunianos en general se refieren a sí mismos como Blues, ya que en sí no hay otro club en Mánchester que vista de azul. Han demostrado su extraordinaria lealtad al club durante los años más difíciles, incluso cuando el club descendió dos veces en tres temporadas y jugaba en la tercera categoría del fútbol inglés (por aquel momento Division Two, ahora English Football League One), el promedio del City fue de 30 000 por partido, comparado con el promedio de la categoría de menos de 8000 espectadores. Desde que se mudó al Estadio Ciudad de Mánchester, el promedio del City ha estado entre los seis primeros en Inglaterra, generalmente superando los 40 000 espectadores. Una investigación llevada a cabo por el Manchester City en 2005 estima una base de fanes de 886 000 en el Reino Unido y un total de más de 2 millones en todo el mundo, aunque desde la compra del club por Sheikh Mansour y los trofeos recientes del club, esa cifra ha incrementado varias veces esa cantidad.
Los seguidores del Manchester City se distinguen por su azul celeste, un color que solo utilizan unos pocos clubes del fútbol profesional en Inglaterra. La canción elegida por los aficionados del City es una versión "Blue Moon", que a pesar de su tema melancólico es cantada con gran entusiasmo por la afición como si se tratara de un himno heroico. El historiador y escritor Gary Milton James dijo que la primera vez que escuchó cantar Blue Moon por los fanáticos del City fue en la temporada 1989-90, luego de perder contra Liverpool en Anfield. Tres hinchas empezaron a cantar la canción de forma melancólica saliendo del estadio. La canción encajó muy bien con el City por los años que pasó el club, y también por los colores y hoy es parte de la historia del equipo.
A fines de la década de 1980, los fanáticos del City comenzaron la locura de llevar objetos inflables a los partidos, principalmente plátanos de gran tamaño. Una explicación controvertida de la locura es que en un partido contra West Bromwich Albion los cánticos de los fanáticos que pedían la introducción de Imre Varadi, que se convirtió en "Imre Banana". Las terrazas repletas de aficionados que agitaban inflables se convirtieron en un espectáculo frecuente en la temporada 1988-89, cuando la locura se extendió a otros clubes (se vieron peces inflables en Grimsby Town), y el fenómeno alcanzó su punto máximo en el partido del City contra el Stoke City, el 26 de diciembre de 1988, un partido declarado por como fiesta de disfraces. La visión se había extendido a través de los medios de comunicación, con numerosos informes de BBC News a lo largo de la temporada comentando sobre moda, elogiando cómo "devolver la diversión al fútbol". En una entrevista con el entonces secretario del Manchester City, Bernard Halford, dando un 'ok' al director, declaró "Devolver la diversión al juego... y acabar con los hooligans se trata de todo". En 2010, los seguidores adoptaron un baile exuberante, apodado The Poznań, de los fanes del club polaco Lech Poznań.
El Manchester City tiene el segundo récord de asistencia más alto en el fútbol inglés (84 569), solo superado por el Tottenham F. C. el 14 de septiembre de 2016, cuando los Spurs jugaban temporalmente partidos de local en el estadio de Wembley por la Liga de Campeones. Sin embargo, el Manchester City todavía tiene el récord del partido de fútbol inglés con mayor asistencia, 84 569 fanáticos llenaron Maine Road para una eliminatoria de la FA Cup, en la sexta ronda contra Stoke City en 1934 (el City ganó la FA Cup esa temporada). El terreno se había llenado dos horas y media antes del inicio del partido, ya que los aficionados se sentaron en la línea de banda a solo unos metros del portero Frank Swift y la magnitud de la multitud provocó una avalancha, causando algunas lesiones.

## En la cultura popular
El Manchester City también es conocido por sus distinguidos fanáticos, los más notorios son los hermanos Liam y Noel Gallagher. Los exlíderes del desaparecido grupo Oasis son tan fanáticos del City que se han negado repetidamente a actuar en el estadio de Old Trafford, hogar del archirrival Manchester United. En el apogeo de su éxito, en 1996, tocaron en el entonces estadio de su equipo, Maine Road, en la primera etapa de la gira que promocionaría el álbum (What's the Story) Morning Glory?, en un show que fue oficialmente grabado y lanzado en vídeo con el nombre Debut at Maine Road. En la portada, los Gallagher aparecen vistiendo las camisetas del City. Además de esto, son vistos en numerosas ocasiones asistiendo a distintos partidos del club, y también han colaborado en varias campañas publicitarias de equipaciones nuevas, como Liam Gallagher hizo en la 11/12o Noel Gallgaher en la siguiente temporada. Además, según narra el libro Getting High (1997) de Paolo Hewitt, bajo la presidencia de Mike Summerbee en los 90 (y coincidiendo con el pico de fama de Oasis), se propuso personalizar las camisetas del equipo con el nombre del grupo, sin embargo, esto nunca llegó a materializarse. No obstante, ha sido recientemente publicado en prensa que se planea que la marca del grupo colabore para el diseño de una de las camisetas en la temporada 24/25, coincidiendo con el 30 aniversario del disco debut de la banda Definitely Maybe (1994).
Otros dos músicos de culto, uno ya fallecido, ambos de otras dos célebres bandas de la ciudad, también son recordados como seguidores del club: el primero de ellos se trata de Ian Curtis, líder de Joy Division, donde su preferencia por los Sky Blues se reveló en su biografía, Control. El otro es Johnny Marr, ex guitarrista de The Smiths. Además, otros fanáticos del equipo son: otro exmiembro de The Smiths, el baterista Mike Joyce; el líder de The Fall, Mark E. Smith; y el tecladista Rick Wakeman, consagrado al rock progresivo.
Manchester City F.C. y sus aficionados han sido retratados en numerosos programas de televisión, arte y música. L. S. Lowry era un seguidor del Manchester City que se inspiró en su gente, a menudo conocida como "hombres de cerillas" en los partidos. Oasis usó un vídeo animado de Lowry's Going to the Match para su sencillo, "The Masterplan".
En el cine, la película titulada There's Only One Jimmy Grimble, trata sobre un niño cuyo sueño era jugar para el Manchester City. Los programas de televisión han tenido varios fanáticos ficticios del Manchester City que han sido retratados con diferentes gestos y personalidades.
En 2010 se estrenó un largometraje sobre la temporada 2009-10 del Manchester City, llamado Blue Moon Rising. La película trata sobre un grupo de fanáticos del Manchester City que viajan en un Renault Espace. donde detalla los altibajos durante toda la temporada del equipo. La película presenta imágenes exclusivas y entrevistas con fanáticos, jugadores y personal. La temporada documentó al City perdiendo por poco el cuarto lugar y el cupo para participar en la Liga de Campeones ante Tottenham Hotspur y siendo eliminado de la Copa de la Liga por el Manchester United en semifinales. Casualmente, la temporada siguiente hubo un cambio de suerte, donde el City lograría la clasificación a la Liga de Campeones y venciendo al United en la semifinales de la FA Cup para luego conquistar el título, terminando así con una sequía sin títulos desde hace 42 años.
La película The Keeper, se centra en la vida del portero del City, Bert Trautmann. Según los fanáticos, se sienten bien representados a lo largo de la película. Además, uno de los papeles principales fue interpretado por un aficionado del City, John Henshaw.

## Rivalidades

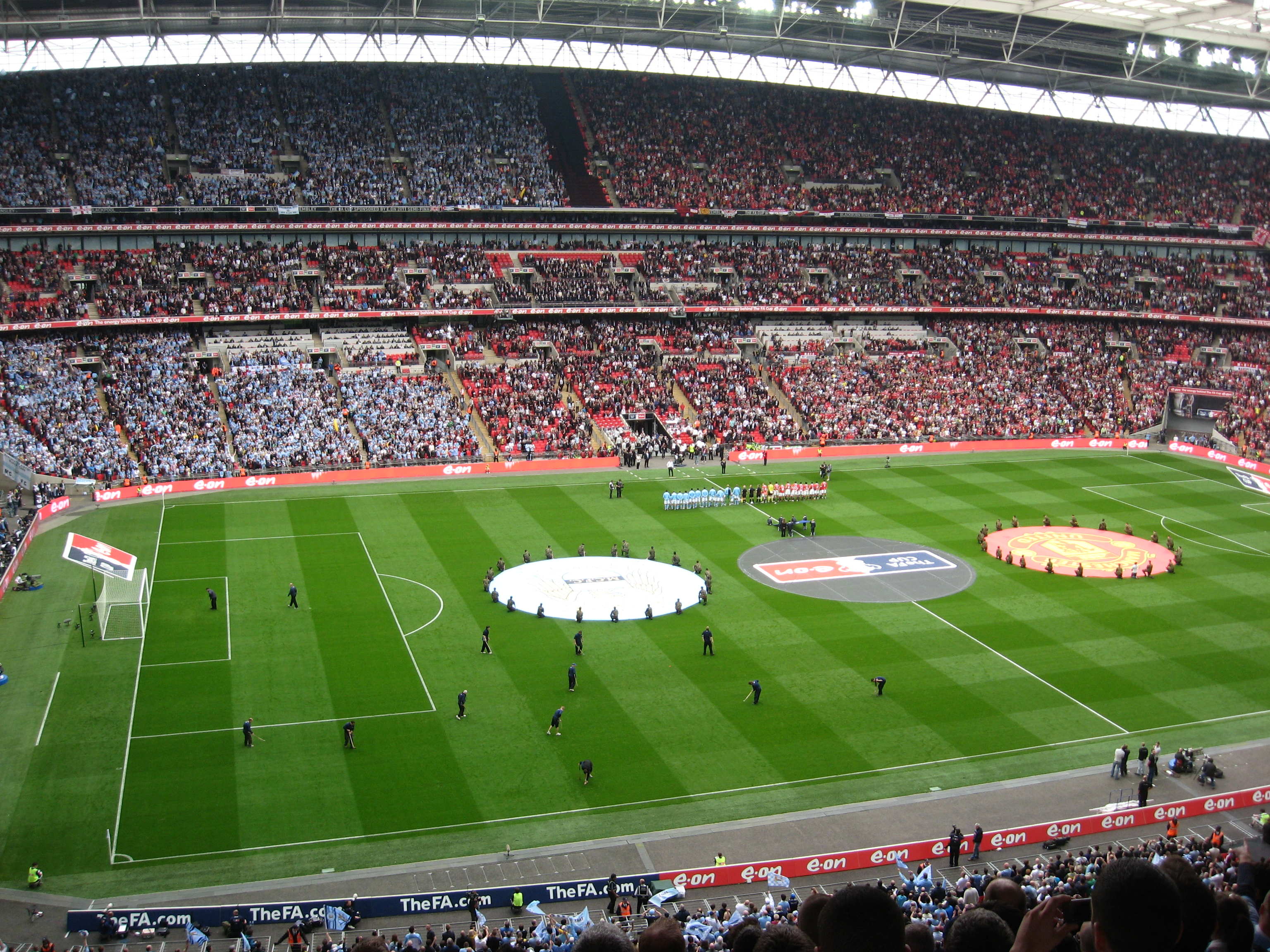
Wembley antes del Derbi de Mánchester en la semifinal de la FA Cup 2010-11.

La mayor rivalidad de Manchester City es el Manchester United, con el cual disputa el Derbi de Mánchester. El primer encuentro entre estos dos equipos ocurrió el 12 de noviembre de 1881, cuando West Gorton (St. Marks) (que luego se convirtió en Manchester City F.C.) recibió al Newton Heath (que luego se transformó en el Manchester United F.C.). El partido terminó 3-0 a favor del United. En esos tiempos, los clubes eran nada más dos de los muchos equipos en los suburbios de Mánchester, y el encuentro no tenía un mayor sentimiento. Ambos clubes crecieron en la década de 1880, apuntando a su primer encuentro en la década de 1890. Antes de la Segunda Guerra Mundial, ambos equipos se llamaban únicamente Manchester y tenían una buena relación. Era habitual que los aficionados de la ciudad animasen una semana a un equipo y la siguiente al otro.

### Otras rivalidades
Los fanáticos del City también ven como rival al Liverpool F.C. Es conocida como el Derbi M62 debido a que lleva el nombre de la autopista M62 que conecta las ciudades de Liverpool y Hull a través de Manchester y Leeds. Se considera una de las mayores rivalidades en los últimos años. No es una de las rivalidades clásicas del fútbol inglés, siendo el caso que ambos clubes tradicionalmente dirigían sus energías contra el Manchester United. El City y el Liverpool fueron rivales por un breve tiempo durante la década de los 60, hasta que a partir de la temporada 2013-14, comenzaran a competir por la supremacía del fútbol inglés tanto en liga, copa y la Liga de Campeones.
Una encuesta de las rivalidades del fútbol inglés realizado en 2003, mostraba que algunos fanáticos del City consideraban al Liverpool y al Bolton Wanderers como rivales después del Manchester United. La encuesta también muestra que los fanáticos de Oldham Athletic, Stockport County, Bolton Wanderers y Manchester United colocaron al City entre sus 3 principales rivales. A lo largo de su historia, el club también ha mantenido sanas rivalidades con clubes como el Arsenal F.C. o el Tottenham F.C.